# Умершие в декабре 2016 года
Это список известных людей, соответствующих установленным критериям значимости (см. Википедия:Критерии значимости персоналий), умерших в декабре 2016 года.
Причина смерти указывается лишь в исключительных случаях (убийство, самоубийство, гибель в результате военных действий, смертная казнь, ДТП или несчастные случаи). В остальных случаях — не указывается.

## 31 декабря
- Бергер, Яков Михайлович (86) — советский и российский учёный-китаист. Доктор исторических наук[1].
- Бложе, Витаутас Пятрас (86) — литовский поэт, автор песен, переводчик[2].
- Кристофер, Уильям (84) — американский актёр[3].
- Кристоферсен, Хеннинг (77) — датский государственный деятель, министр иностранных дел Дании (1978—1979), вице-президент Еврокомиссии (1985—1995)[4].
- Маликов, Валерий Васильевич (74) — советский деятель госбезопасности, украинский организатор органов госбезопасности и государственный деятель, руководитель Службы безопасности Украины (1994—1995), генерал-полковник Украины в отставке[5].
- Мельцер, Дэвид (79) — американский поэт и музыкант[6].
- Пикуль, Надежда Георгиевна (60) — советская и российская оперная (драматическое сопрано) и эстрадная певица, солистка Курской областной филармонии, заслуженная артистка Российской Федерации (1996)[7].
- Романов, Димитрий Романович (90) — общественный деятель, меценат, благотворитель, историк, писатель, глава Дома Романовых и Объединения членов рода Романовых (2014-2016)[8].
- Харченко, Мария Фёдоровна (92) — украинская актриса Закарпатского музыкально-драматического театра, народная артистка УССР (1981)[9]
- Хасин, Александр Семёнович (65) — российский шахматист, гроссмейстер (1996), заслуженный тренер России[10].
- Шуранова, Ева (70) — чехословацкая легкоатлетка, бронзовый призёр летних Олимпийских игр в Мюнхене (1972)[11].

## 30 декабря
- Вонг, Тайрус (106) — американский художник-аниматор (студия Уолта Диснея)[12].
- Дейм, Вильфред (93) — австрийский психолог, психиатр, писатель и коллекционер произведений искусства.
- Крайнер, Йозеф (86) — австрийский государственный деятель, премьер-министр Штирии (1980—1996)[13].
- Мандрыч, Николай Александрович (70) — советский и украинский оператор документального кино[14].
- Мульор Гарсия, Хусто (84) — испанский католический прелат и ватиканский дипломат, президент Папской Церковной Академии (2000—2007)[15].
- Прийон, Антон (87) — западногерманский гребец-слаломист, двукратный чемпион мира по гребному слалому (1985, 1987)[16].
- Ткачевский, Юрий Матвеевич (96) — советский военный лётчик и учёный-криминолог, профессор, участник Великой Отечественной войны, Герой Советского Союза (1944)[17][18].
- Уильямс, Алан (86) — британский деятель шоу-бизнеса, первый продюсер группы The Beatles[19].
- Ульянова, Ольга Викторовна (53) — российский историк, директор Института передовых исследований Университета де Сантьяго де Чили (2010—2015); рак[20].
- Шитиков, Алексей Федосеевич (77)[значимость?] — советский и российский поэт[21].

## 29 декабря
- Гонсальвес, Нестор (80) — уругвайский футболист, защитник «Пеньяроля» и сборной Уругвая (1956—1971)[22].
- Ибрагимова, Шагун Джафаровна (95) — советская и российская дагестанская театральная актриса, артистка Лакского государственного музыкально-драматического театра им. Э. Капиева, заслуженная артистка РСФСР[23] Архивная копия от 30 декабря 2016 на Wayback Machine.
- Кой, Александр (81) — польский биохимик и молекулярный биолог, ректор Ягеллонского университета (1987—1990,1993—1999), член Польской академии знаний и Польской академии наук[24].
- Кузьминов, Леонид Матвеевич (84) — священнослужитель Русской православной церкви, митрофорный протоиерей, настоятель храма свт. Николая на Преображенском кладбище в Москве (с 1981 года)[25].
- Кюблер, Фердинанд (97) — швейцарский велогонщик, победитель веломногодневки Тур де Франс (1950)[26].
- Мани Диксит, Камал (87) — непальский писатель[27].
- Петкович, Александр (90) — сербский журналист и писатель-документалист, пресс-секретарь Скупщины СФРЮ, генеральный секретарь Союза журналистов Югославии (похоронен в этот день)[28].
- Помяновский, Ежи (95) — польский писатель, театральный критик, переводчик, основатель и редактор журнала «Новая Польша»[29].
- Саличе, Вилльям (83) — итальянский предприниматель, изобретатель шоколадных яиц «Киндер-сюрприз»[30].

## 28 декабря

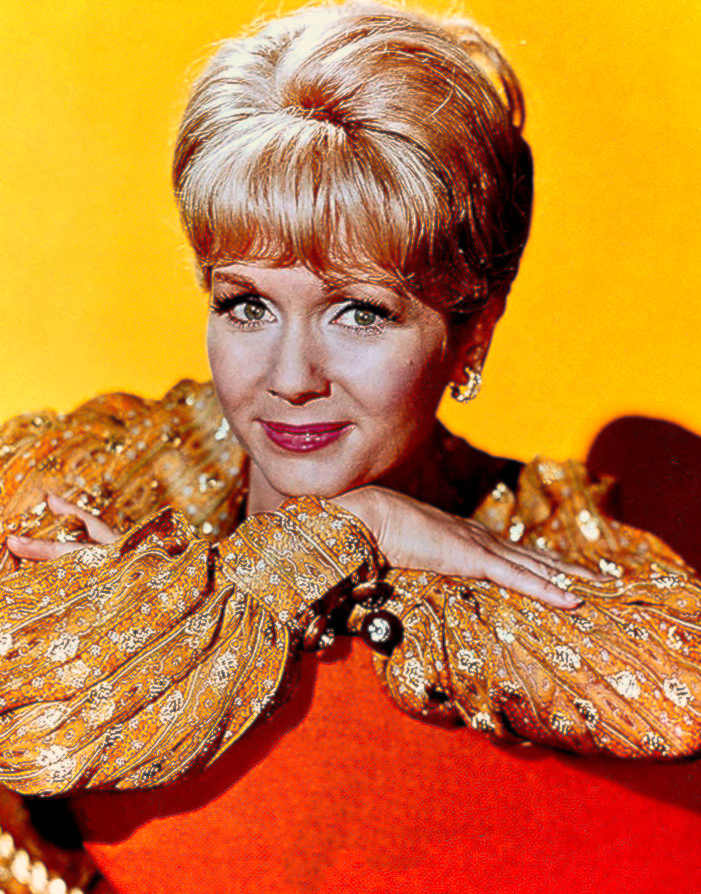
Дебби Рейнольдс

- Альварес, Грегорио (91) — уругвайский государственный деятель, президент Уругвая (1981—1985)[31].
- Бару, Пьер (82) — французский певец, композитор и актёр; инфаркт[32].
- Галиев, Николай Хафизович (86) — советский лыжник и тренер, участник зимних Олимпийских игр в Кортина д’Ампеццо (1956), чемпион СССР (1959)[33].
- Горьков, Лев Петрович (87) — советско-американский физик, академик РАН (1991; академик АН СССР с 1987)[34].
- Деон, Мишель (97) — французский писатель, член Французской академии (с 1978 года)[35].
- Зюзькин, Александр Дмитриевич (73) — советский и украинский хоровой дирижёр и педагог, основатель Народной хоровой академической капеллы им. Павла Чубинского, народный артист Украины (2015)[36].
- Игнатьев, Иннокентий Гаврилович (87) — советский и российский якутский партийный и общественный деятель, постоянный представитель Якутской АССР при правительстве РСФСР, народный депутат СССР, заслуженный работник культуры РСФСР[37].
- Кронин, Энтони (88) — ирландский писатель[38].
- Любимов, Валентин Васильевич (86) — советский и российский художник, председатель правления Нижегородской областной организации Союза художников Российской Федерации[39].
- Максимова, Вера Анатольевна (80) — советский и российский театровед, театральный критик, заместитель художественного руководителя Малого театра[40].
- Николаев, Юрий Филиппович (76) — советский и российский художник[41].
- Патва, Сундерлал (92) — индийский государственный деятель, министр сельского развития Индии (1999—2000), министр горнодобывающей промышленности (2000—2001), главный министр штата Мадхья-Прадеш (1980, 1990—1992)[42].
- Рейнольдс, Дебби (84) — американская актриса и певица, мать актрисы Кэрри Фишер[43].
- Чулков, Леонид Дмитриевич (103) — советский военачальник, командир Керченско-Феодосийской ВМБ Черноморского флота (1971—1974), вице-адмирал в отставке[44].
- Шашков, Виктор Васильевич (79) — партийный и хозяйственный деятель, народный депутат РСФСР (1990—1993)[45].

## 27 декабря

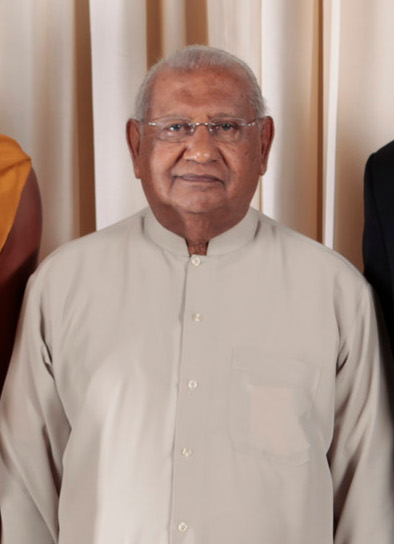
Ратнасири Викреманаяке

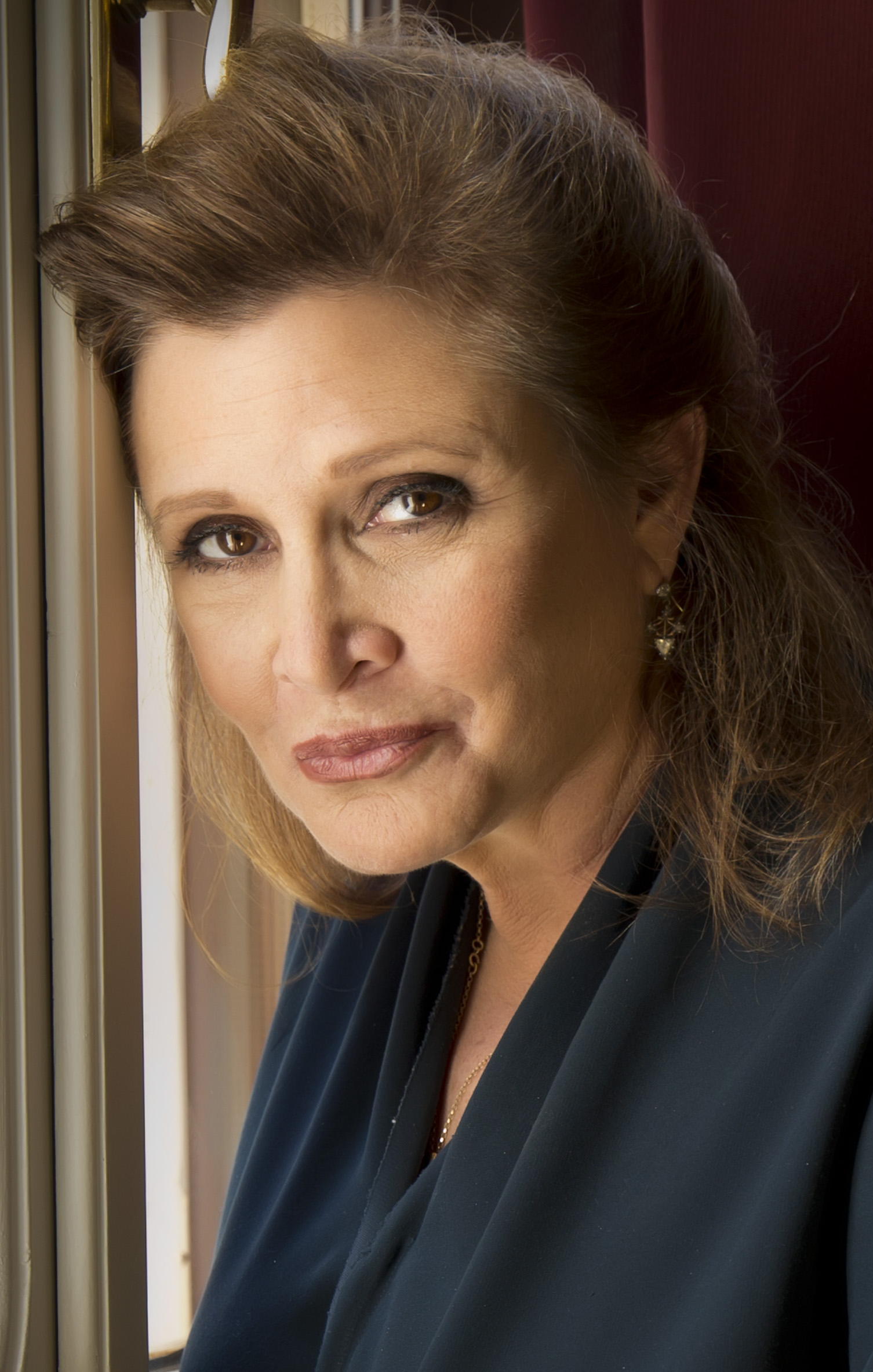
Кэрри Фишер

- Афанасий (Салиба) (96) — епископ Антиохийской православной церкви, титулярный епископ Ябрудский (1979—1999)[46].
- Бильский, Эдуард Антонович (85) — советский и украинский архитектор, заслуженный архитектор УССР (1982), лауреат Государственной премии СССР (1967)[47].
- Викреманаяке, Ратнасири (83) — шри-ланкийский государственный деятель, премьер-министр Шри-Ланки (2000—2001, 2005—2010)[48].
- Гизатулин, Фатых Николаевич (74)[значимость?] — советский и российский футбольный арбитр, судья республиканской категории по футболу, председатель Судейского комитета Республики Татарстан по футболу (1986—2008)[49].
- Жансак, Клод (89) — французская комедийная актриса[50].
- Иванцов, Клим Михайлович (90)[значимость?] — советский и украинский писатель и военный разведчик[51].
- Тарбак, Барбара (74) — американская актриса кино и телевидения[52].
- Титкова, Элеонора Ивановна (79) — советский и российский театральный режиссёр и педагог, главный режиссёр Новосибирского театра музыкальной комедии (1982—1989, 2002—2012), заслуженный деятель искусств Российской Федерации (1994), дочь художника Ивана Титкова[53].
- Титмайер, Ганс (85) — немецкий экономист, председатель Центрального банка Германии (1993—1999)[54].
- Фишер, Кэрри (60) — американская актриса, сценарист и прозаик[55].
- Черкашин, Геннадий Александрович (76) — советский и российский театральный актёр, артист Смоленского областного драматического театра[56].

## 26 декабря
- Анастасян, Ашот Гамлетович (52) — армянский шахматист, международный гроссмейстер, восьмикратный чемпион Армении[57].
- Гаек, Петр (76) — чешский математик[58].
- Егиазарян, Ашот Еремович (73) — советский и армянский дипломат, Чрезвычайный и Полномочный Посол Республики Армения в Бразилии (2010—2014)[59].
- Ирвинг, Джордж (94) — американский актёр, лауреат премии «Тони» (1973)[60][61].
- Каллиник (Александров) (85) — епископ Болгарской православной церкви, митрополит Врачанский (1974—1992 и с 1998)[62].
- Кальмейер, Йоахим (85) — норвежский актёр («Кухонные байки»)[63][64].
- Катона, Йожеф (75) — венгерский пловец, золотой медалист чемпионата Европы по водным видам спорта в Лейпциге (1962)[65].
- Мкртумян, Женя (68) — армянская комедийная киноактриса, внучка актрисы Арус Восканян[66].
- Музон, Альфонс (68) — американский джазовый барабанщик[67].
- Нейматова, Машадиханум Саадулла кызы (92) — советский и азербайджанский палеограф, член-корреспондент НАНА[68].
- Панетти, Лучано (87) — итальянский футбольный вратарь[69].
- Порта, Эльвио (71) — итальянский сценарист[70].
- Солодов, Дмитрий Юрьевич (43) — российский игрок в хоккей с мячом, двукратный чемпион России (1992/1993, 1999/2000)[71].
- Стукалин, Виктор Фёдорович (89) — советский дипломат, Чрезвычайный и Полномочный Посол СССР в Греции (1986—1988)[72].
- Топволдиев, Таваккал Темирович (82) — Герой Узбекистана (2015)[73].
- Харрис, Рики (54) — американский актёр-комик; сердечный приступ[74].

## 25 декабря

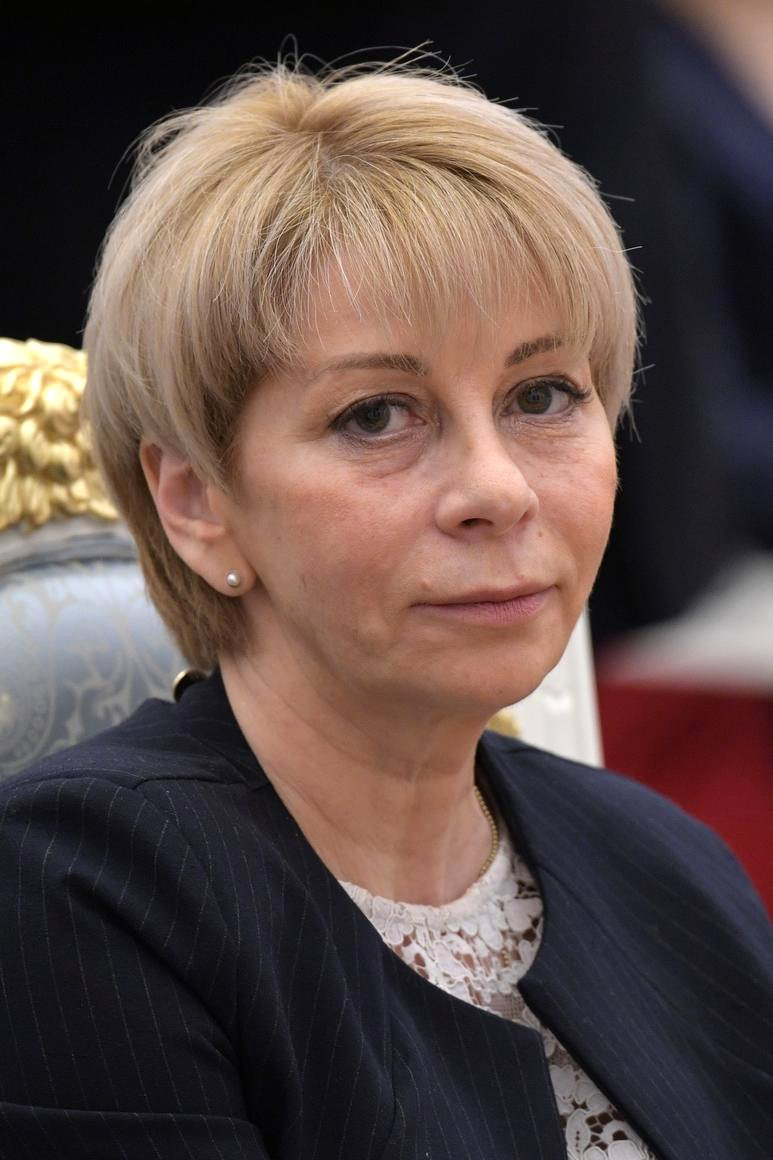
Елизавета Глинка

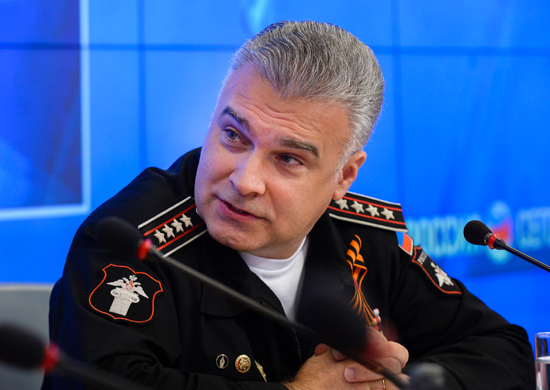
Антон Губанков

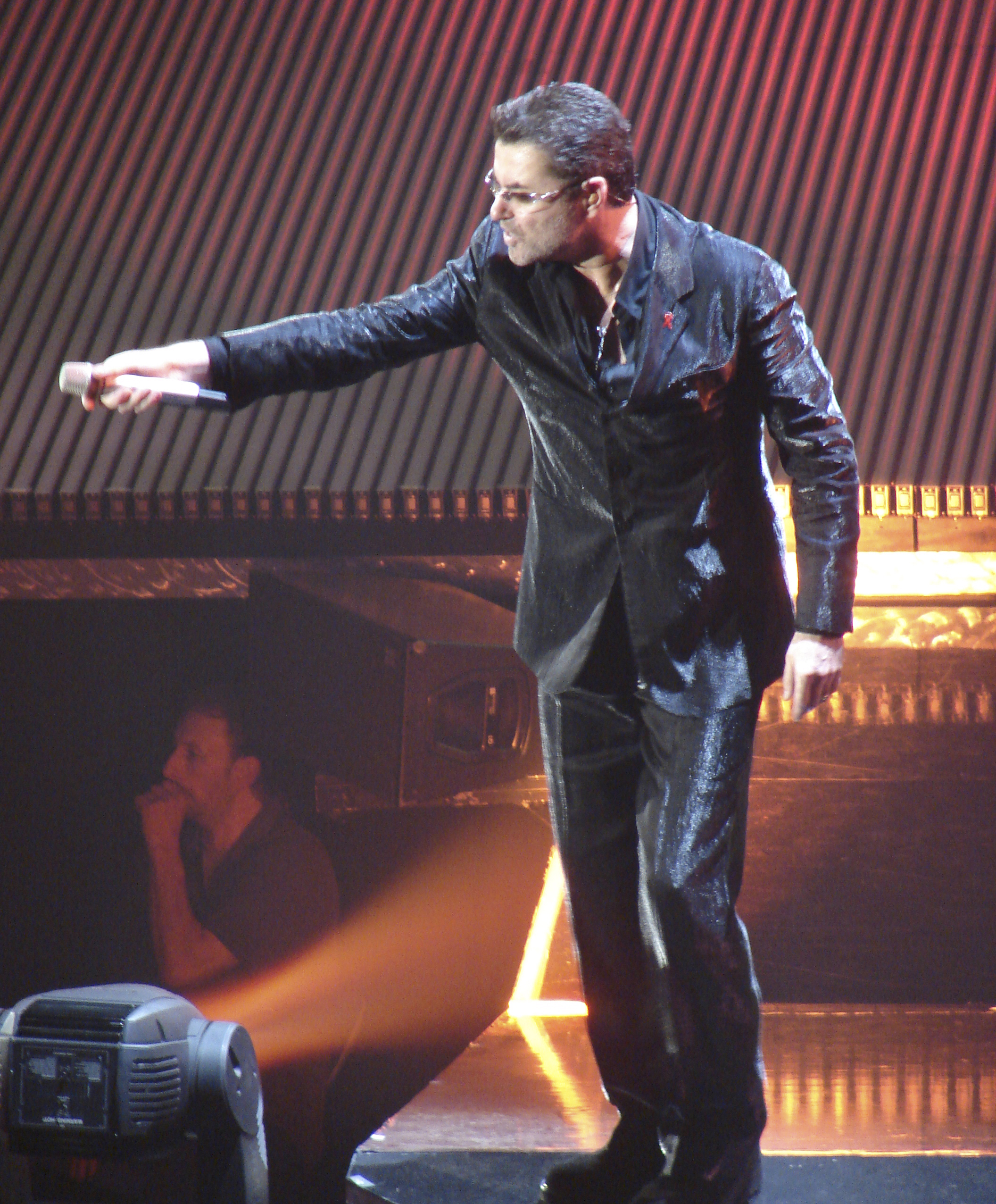
Джордж Майкл

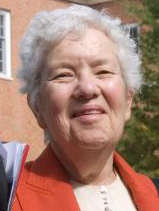
Вера Рубин

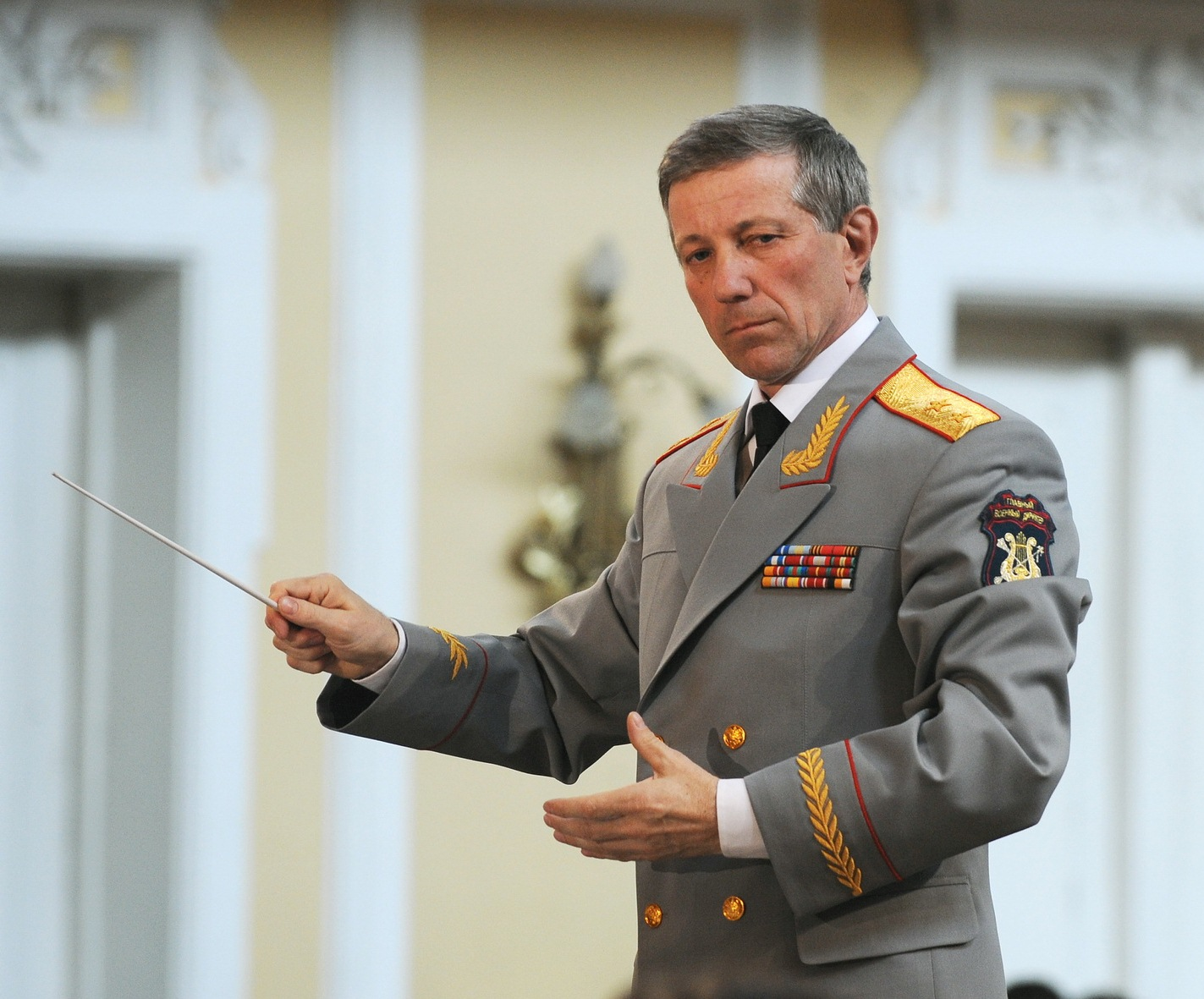
Валерий Халилов

- Абдуллаев, Агахан Минахан оглы (66) — азербайджанский ханенде, народный артист Азербайджана (1998)[75].
- Варди, Рафаэль (94) — израильский генерал, бывший командующий военной полиции, командующий Иерусалимским фронтом во время Шестидневной войны[76].
- Гарифуллин, Илюс Фагитович (56) — российский государственный деятель, глава администрации города Нефтекамска Республики Башкортостан (2003—2006, 2012—2014)[77].
- Гольсер, Карл (73) — итальянский священник, епископ Больцано-Брессаноне (2008—2011)[78].
- Гюлленберг, Хельге (92) — финский микробиолог, иностранный член РАН (1991; иностранный член АН СССР с 1976)[79].
- Джордж Майкл (53) — британский поп-исполнитель, обладатель двух премий «Грэмми» (1988, 1989)[80].
- Лопаткова, Мария (89) — польский педагог, депутат Сейма ПНР (1972—1980) и сенатор III Республики (1993—1997)[81].
- Малакко, Джеймс (86) — канадский хоккеист, победитель чемпионата мира по хоккею во Франции (1951)[82].
- Моклаков, Григорий Васильевич (93) — советский и российский чувашский композитор, участник Великой Отечественной войны, заслуженный деятель искусств Российской Федерации (1994)[83].
- Помпея, Нурия (85) — испанская журналистка, карикатуристка и феминистка[84].
- Рендель, Карл Александрович (86) — советский и российский журналист и писатель[85].
- Рубин, Вера (88) — американский астроном, одна из пионеров развития концепции вращения галактик[86].
- Скальфи, Романо (93) — итальянский католический священник, основатель фонда «Христианская Россия»[87].
- Субьела, Элисео (71) — аргентинский кинорежиссёр, сценарист, продюсер[88].
- Сулье, Леон-Реймон (92) — французский прелат, бывший епископ Памье и Лиможа[89].
- Тапдыг, Ильяс (82) — советский и азербайджанский поэт и журналист[90].

Авиакатастрофа Ту-154 под Сочи
- Бродский, Владимир Аркадьевич (?) — концертмейстер Ансамбля имени А. В. Александрова, заслуженный артист РФ.
- Глинка, Елизавета Петровна (54) — российский врач и филантроп[93].
- Губанков, Антон Николаевич (51) — российский журналист, директор департамента культуры Министерства обороны России.
- Ермолин, Вячеслав Иванович (62) — балетмейстер-постановщик Ансамбля имени А. В. Александрова, народный артист РФ.
- Колобородов, Кирилл Александрович (39) — солист Ансамбля имени А. В. Александрова, заслуженный артист РФ.
- Майоров, Константин Владимирович (?) — главный хормейстер Ансамбля имени А. В. Александрова, заслуженный артист РФ.
- Насибулин, Жафьяр (Евгений) Анберович (?) — российский музыкант и певец, солист хора Ансамбля имени А. В. Александрова, бывший бэк-вокалист группы «Любэ».
- Осипов, Григорий Леонидович (56) — солист Ансамбля имени А. В. Александрова, заслуженный артист РФ.
- Санин, Виктор Васильевич (55) — солист Ансамбля имени А. В. Александрова, заслуженный артист РФ.
- Халилов, Валерий Михайлович (64) — российский военный музыкант, дирижёр, композитор, художественный руководитель Ансамбля имени А. В. Александрова (с мая 2016), народный артист РФ (2014), генерал-лейтенант.

## 24 декабря

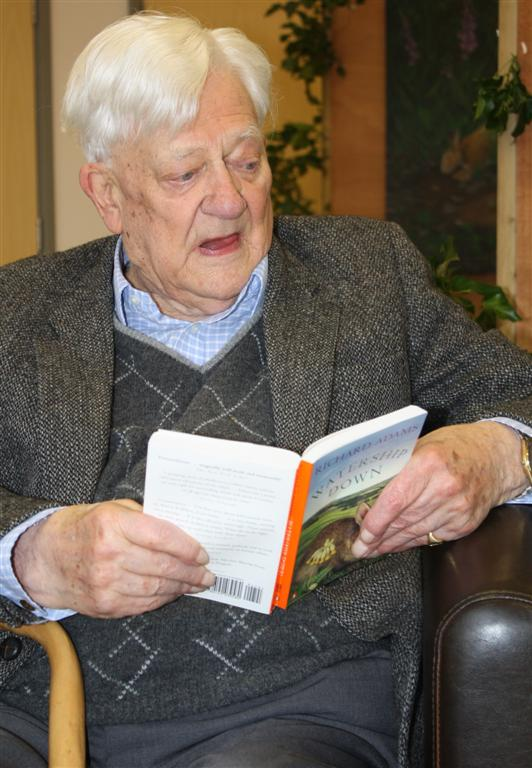
Ричард Адамс

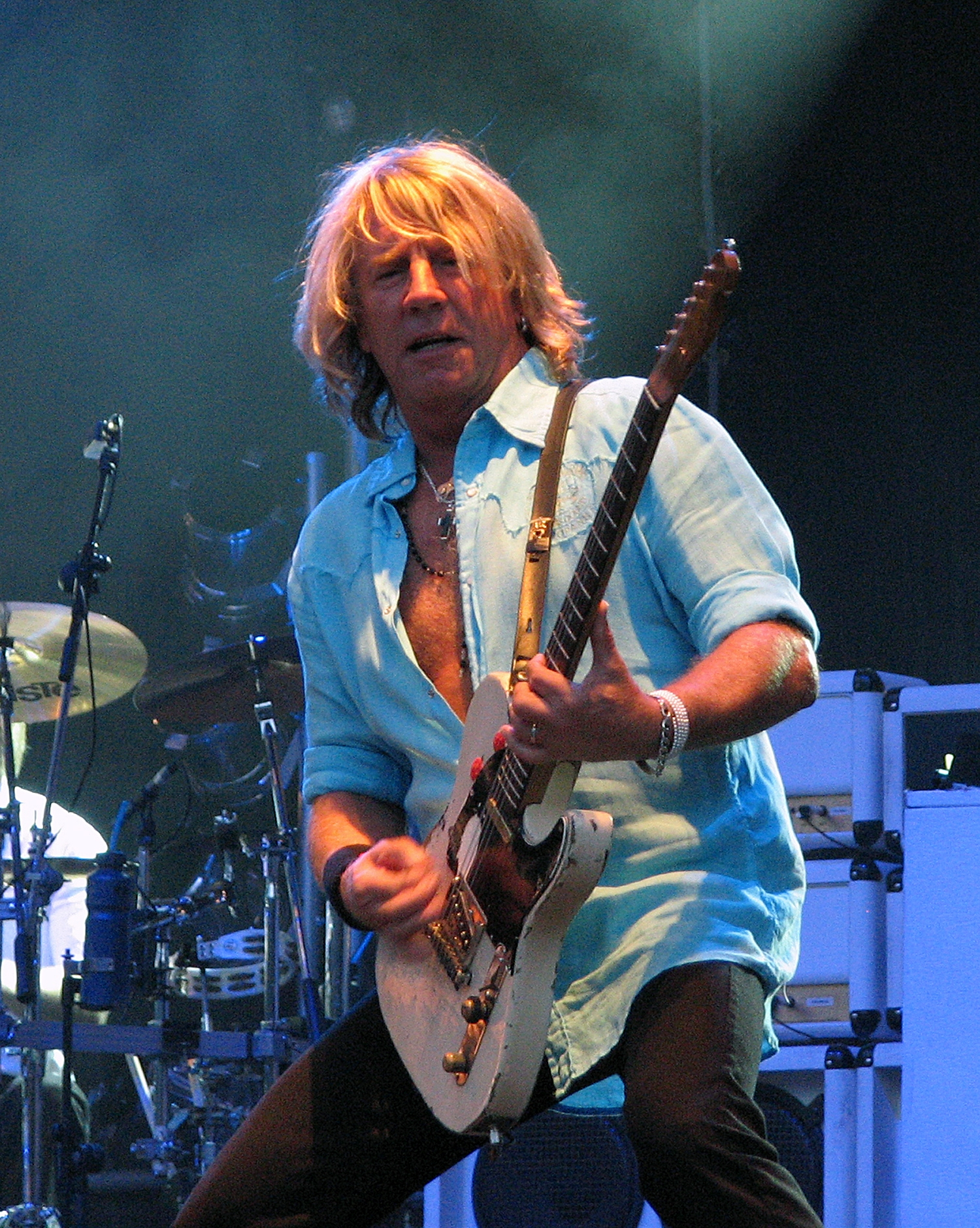
Рик Парфитт

- Адамс, Ричард (96) — английский писатель[94].
- Алымкулов, Урмат Назарбекович (65) — киргизский архитектор и общественный деятель[95].
- Бадиан, Пап (36) — французский баскетболист[96].
- Зарипов, Максут Мухаметзянович (87) — советский учёный, директор Казанского физико-технического института (1972—1988), заслуженный деятель науки Российской Федерации (2002)[97].
- Корредор, Фернандо (79) — колумбийский актёр («Вдова Бланко», «Тайная страсть»); ДТП[98].
- Кривин, Феликс Давидович (88) — советский, украинский и израильский писатель и поэт[99].
- Курагэу, Михай Георгиевич (73) — советский и молдавский актёр театра и кино, народный артист Республики Молдова (1992)[100].
- Лиз Смит (95) — британская актриса[101].
- Мейнес, Тед (95) — нидерландский праведник народов мира[102].
- Мелитон (Кабациклис) (70) — епископ Элладской православной церкви, митрополит Марафонский (с 1995 года)[103].
- Ногойбаев, Болотбек Бердибекович (61) — киргизский государственный деятель, министр внутренних дел Кыргызстана (2007—2008), генерал-лейтенант милиции[104].
- Осташко, Владимир Иванович (92) — советский партийный и государственный деятель, дипломат, Чрезвычайный и Полномочный Посол СССР в Кении (1985—1989)[105].
- Паррондо, Хиль (95) — испанский художник, двукратный лауреат премии «Оскар» за лучшую работу художника-постановщика (1971, 1972) («Паттон», «Николай и Александра»)[106].
- Парфитт, Рик (68) — британский гитарист, певец и автор песен (Status Quo)[107].
- Скачко, Павел Григорьевич (92) — советский военачальник и военный учёный, профессор Военной академии Генерального штаба СССР, заслуженный деятель науки Российской Федерации (1995)[108].
- Страатхоф, Барбара (41) — нидерландская эстрадная певица[109].
- Турсунов, Едиге Даригулович (74 или 75) — казахский фольклорист[110].
- Фицмайер, Джозеф (96) — американский католический богослов, экзегет, семитолог, священник Общества Иисуса[111].
- Чжао Эрми (86) — китайский зоолог[112].

## 23 декабря

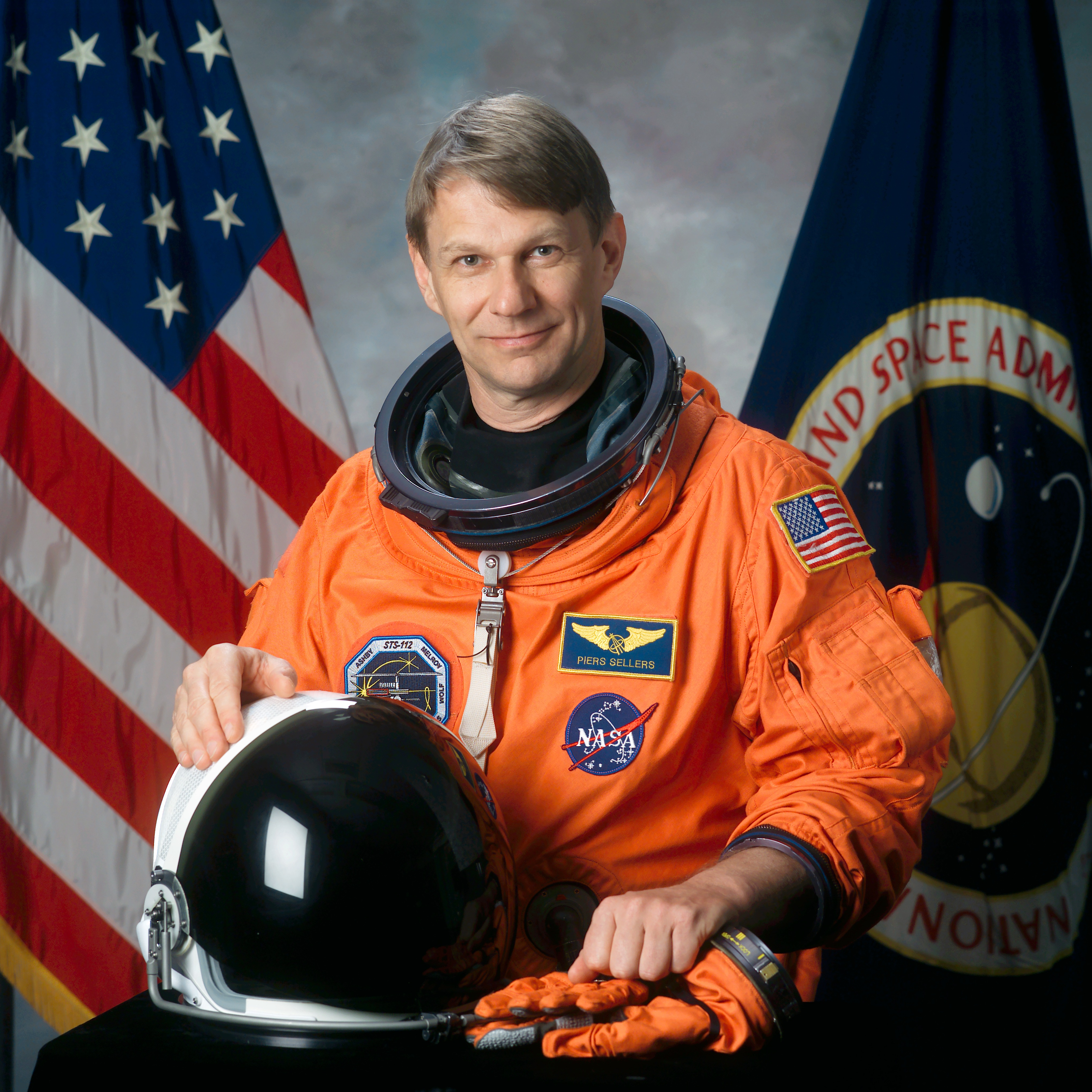
Пирс Джон Селлерс

- Алиев, Максуд Исфандияр оглы (91) — азербайджанский учёный, академик и действительный член НАНА, доктор физико-математических наук, профессор[113].
- Амри, Анис (24) — тунисский террорист, осуществивший теракт в Берлине; убит[114].
- Балл, Георгий Алексеевич (80) — советский и украинский психолог, член-корреспондент НАПН Украины[115].
- Вулович, Весна (66) — югославская стюардесса, обладательница мирового рекорда высоты для выживших при свободном падении без парашюта по версии Книги рекордов Гиннесса (тело найдено в этот день)[116].
- Измеров, Николай Федотович (89) — советский и российский гигиенист, доктор медицинских наук (1973), профессор (1977), академик РАМН (1986) и РАН (2013)[117].
- Латыпов, Куддус Канифович (93) — советский военный летчик, участник Великой Отечественной войны, Герой Советского Союза (1946)[118].
- Мирутс Ифтер (72) — эфиопский стайер, двукратный чемпион летних Олимпийских игр в Москве (1980)[119].
- Педерсен, Поуль (84) — датский футболист, серебряный призёр летних Олимпийских игр в Риме (1960) [ ].
- Петков, Крыстё (73) — болгарский экономист и общественный деятель, председатель Союза экономистов Болгарии, основатель и первый председатель Конфедерации независимых синдикатов Болгарии (1990—1997), депутат Народного собрания Болгарии (2001—2005)[120].
- Селлерс, Пирс Джон (61) — англо-американский учёный, астронавт НАСА[121].
- Скоржепова, Люба (93) — чешская актриса[122][123].
- Хабибуллина, Гульсум Инсафовна (73) — российская башкирская артистка разговорного жанра, народная артистка Республики Башкортостан[124].
- Шифф, Генрих (65) — австрийский виолончелист и дирижёр[125].

## 22 декабря

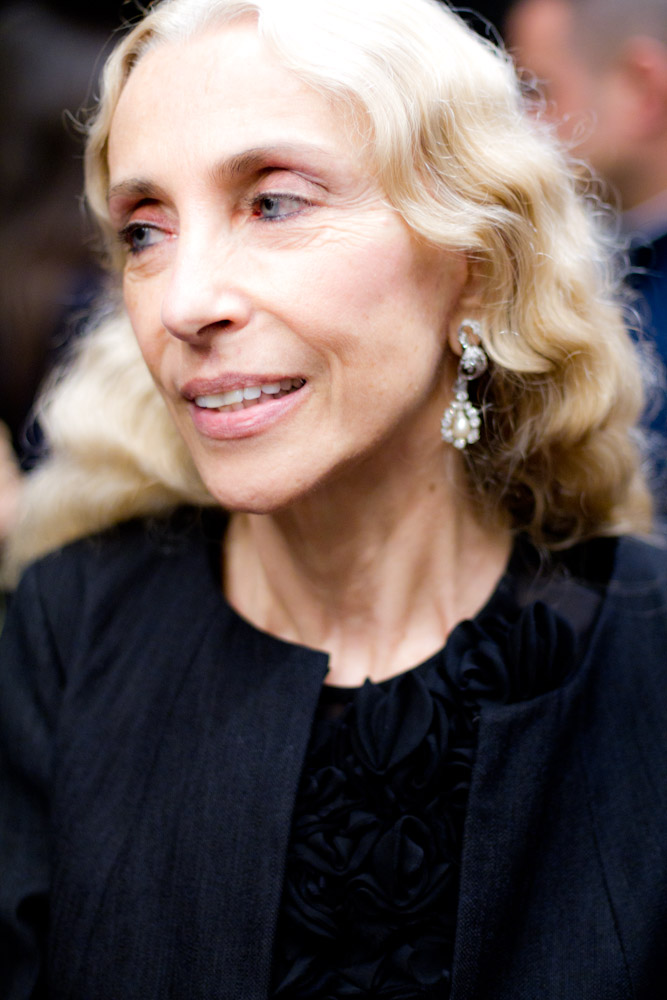
Франка Соццани

- Багдасарян, Рафаэль Оганесович (79) — советский, российский и армянский музыкант, дирижёр, народный артист Российской Федерации (2003)[126].
- Головачёва, Мария Николаевна (90) — советский и российский передовик производства, бригадир лесокультурной бригады Майнского лесничества (Ульяновская область), Герой Социалистического Труда (1974)[127].
- Гусак, Ян (93) — чехословацкий военный деятель, генерал-поручик, деятель партизанского движения Второй мировой войны, председатель Словацкого союза воинов-антифашистов[128].
- Джугашвили, Евгений Яковлевич (80) — советский военный инженер и историк, российский и грузинский общественный и политический деятель, внук И. В. Сталина[129].
- Есин, Борис Иванович (94) — советский и российский учёный в области истории русской журналистики и истории русской газеты и газетного дела, заслуженный профессор МГУ[130].
- Леви, Соломон (80) — мэр Гибралтара (2008—2009)[131],
- Маниев, Мухтар Гамбар оглы (81) — советский и азербайджанский киноактёр, народный артист Азербайджана[132].
- Притчард, Марион (96) — американская и нидерландская праведница мира, спасавшая евреев во время Второй мировой войны[133].
- Ривера, Андерс (88) — аргентинский писатель[134].
- Савилл, Филип (86) — британский актёр, режиссёр и сценарист («Евангелие от Иоанна»)[135][136].
- Снельсон, Кеннет (89) — американский скульптор и фотограф[137].
- Соццани, Франка (66) — итальянский публицист в области моды, редактор журнала Vogue[138].
- Ступишин, Владимир Петрович (84) — советский и российский дипломат, Чрезвычайный и Полномочный Посол Российской Федерации в Армении (1992—1994)[139].
- Хабровский, Тадеуш (82) — польский поэт, брат художника Станислава Хабровского[140].

## 21 декабря

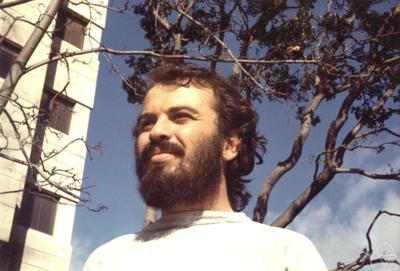
Веллингтон Ди Мелу

- Ди Мелу, Веллингтон (70) — бразильский математик[141].
- Дрелл, Сидни (90) — американский физик, лауреат премии Энрико Ферми[142].
- Дэвис, Дедди (78) — британская актриса[143].
- Камышников, Сергей Артурович (59) — российский поэт[144].
- Колесников, Юрий Васильевич (60) — советский и украинский футболист («Заря» Луганск)[145].
- Нобл, Уэстон (94) — американский дирижёр и педагог[146].
- Хали, Абдул Гафур (87) — бангладешский эстрадный певец, поэт и композитор[147].
- Шалевич, Вячеслав Анатольевич (82) — советский и российский актёр театра и кино, народный артист РСФСР[148].

## 20 декабря

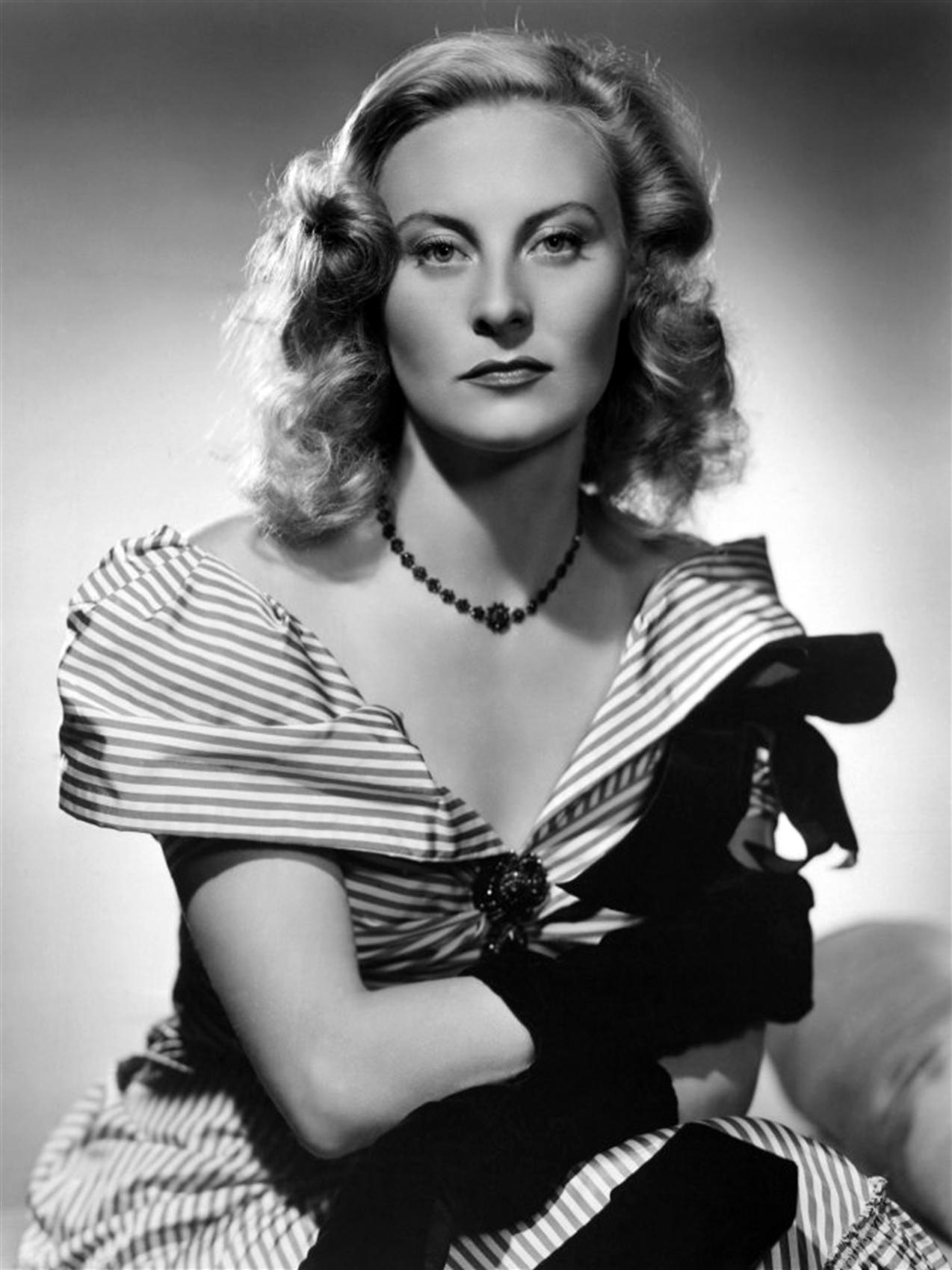
Мишель Морган

- Дженкин, Чарльз Патрик Флеминг (90) — британский государственный деятель, министр промышленности и окружающей среды Великобритании (1983—1985)[149].
- Морган, Мишель (96) — французская актриса театра и кино, обладательница премии Каннского кинофестиваля за лучшую женскую роль (1946)[150].
- Умпелева, Галина Николаевна (77) — советская и российская актриса театра и кино, педагог, народная артистка РСФСР (1980)[151].

## 19 декабря

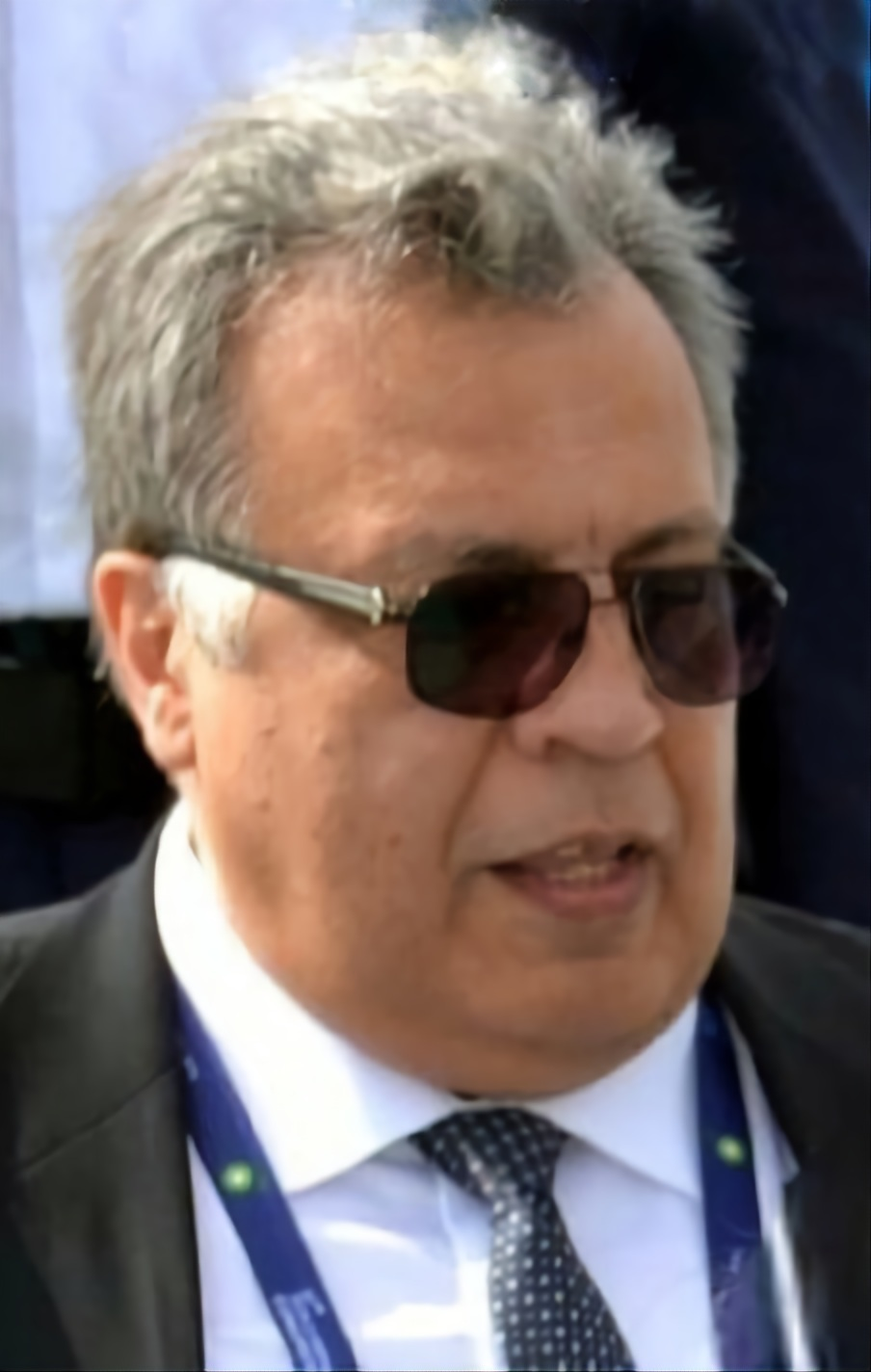
Андрей Карлов

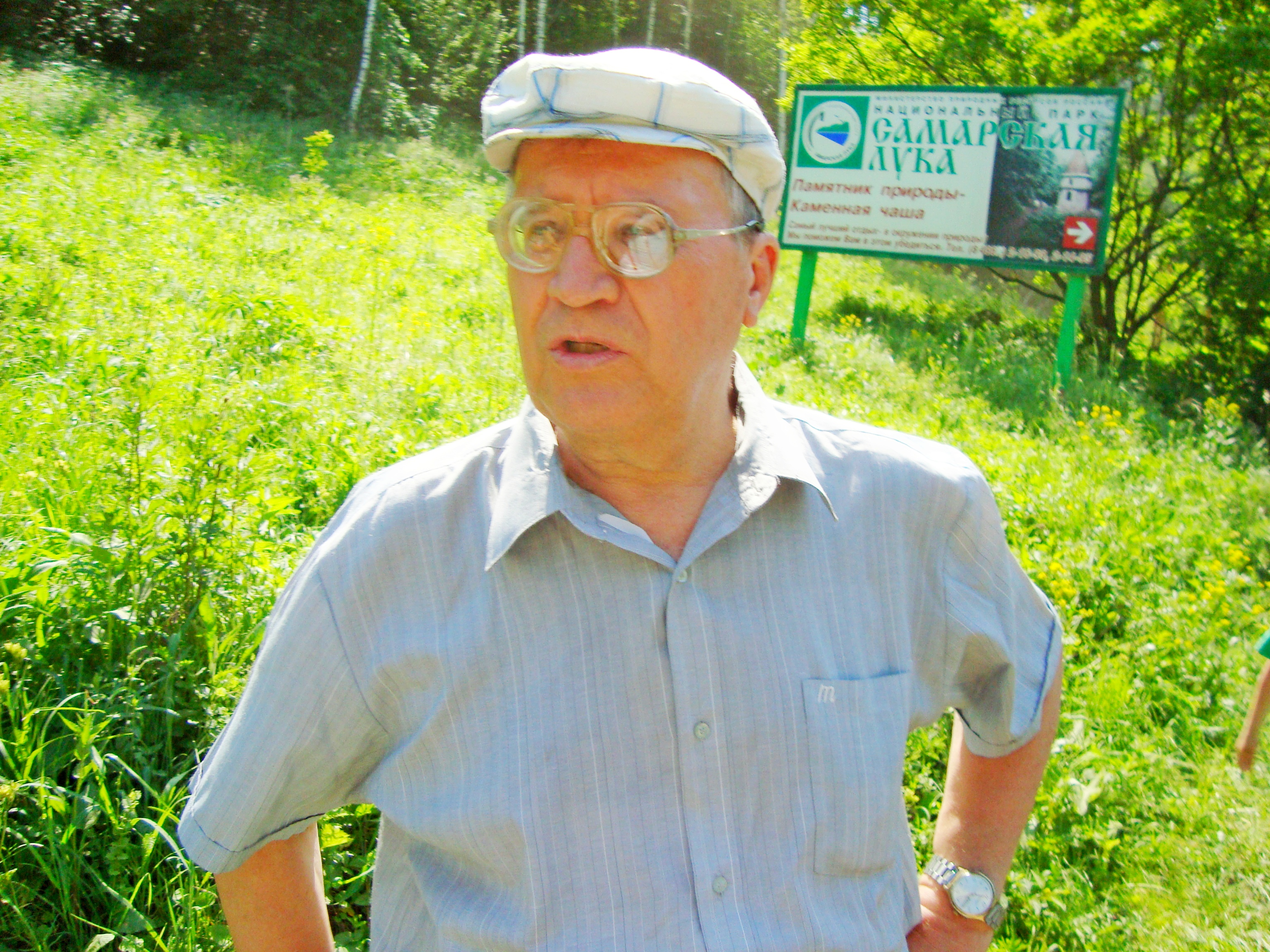
Николай Матвеев

- Блок, Гер (77) — нидерландский футбольный тренер[152].
- Гофман, Андрей (?) — французский скульптор русского происхождения[153].
- Илтис, Хью Хеллмут (91) — американский ботаник чехословацкого происхождения[154].
- Карлов, Андрей Геннадьевич (62) — советский и российский дипломат, Чрезвычайный и Полномочный Посол России в Турции (с 2013 года), Герой Российской Федерации (2016; посмертно); убит[155].
- Коблов, Владимир Леонидович (90) — советский учёный в области радиоэлектроники, заместитель министра радиопромышленности СССР, первый заместитель председателя Государственной комиссии Совета министров СССР по военно-промышленным вопросам, Герой Социалистического Труда (1975), лауреат Государственной премии СССР[156].
- Козлов, Виктор Васильевич (97) — советский организатор производства, директор Новосибирского электровакуумного завода (1968—1987), Герой Социалистического Труда (1986), депутат Верховного Совета РСФСР (1971—1975), участник Великой Отечественной войны[157].
- Кошаков, Григорий Михайлович (97) — участник Советско-финской войны и Великой Отечественной войны, кавалер ордена Славы трёх степеней[158].
- Латесса, Дик (87) — американский актёр, лауреат премии «Тони» (2003) («Стигматы»)[159].
- Матвеев, Николай Михайлович (77) — советский и российский биолог, доктор биологических наук, профессор, заслуженный работник высшей школы Российской Федерации [источник не указан 3150 дней].
- Мехдиев, Ариф Шафаят оглы (82) — советский и азербайджанский учёный в области электротехники, академик НАНА[160].
- Озер, Шехмус (36) — турецкий футболист; ДТП[161].
- Окли, Джон (84) — британский яхтсмен, чемпион мира (1967)[162].
- Пазолини, Гастоне (84) — сан-маринский государственный деятель, капитан-регент Сан-Марино (1981)[163].
- Петраков, Виктор Васильевич (69) — советский и российский историк, писатель и государственный деятель, и. о. руководителя Росохранкультуры (2010—2011)[164].
- Петтапис, Джим (79) — канадский кёрлингист, двукратный чемпион мира (1970, 1971)[165].
- Рюскер, Клаус (71) — датский актёр (о смерти объявлено в этот день)[166][167].
- Уриарте, Фидель (71) — испанский футболист[168].
- Шлепянов, Александр Ильич (83) — советский журналист, сценарист, и коллекционер, сын театрального режиссёра Ильи Шлепянова[169].
- Яковлев, Александр Анатольевич (70) — советский и российский актёр театра и кино[170].

## 18 декабря

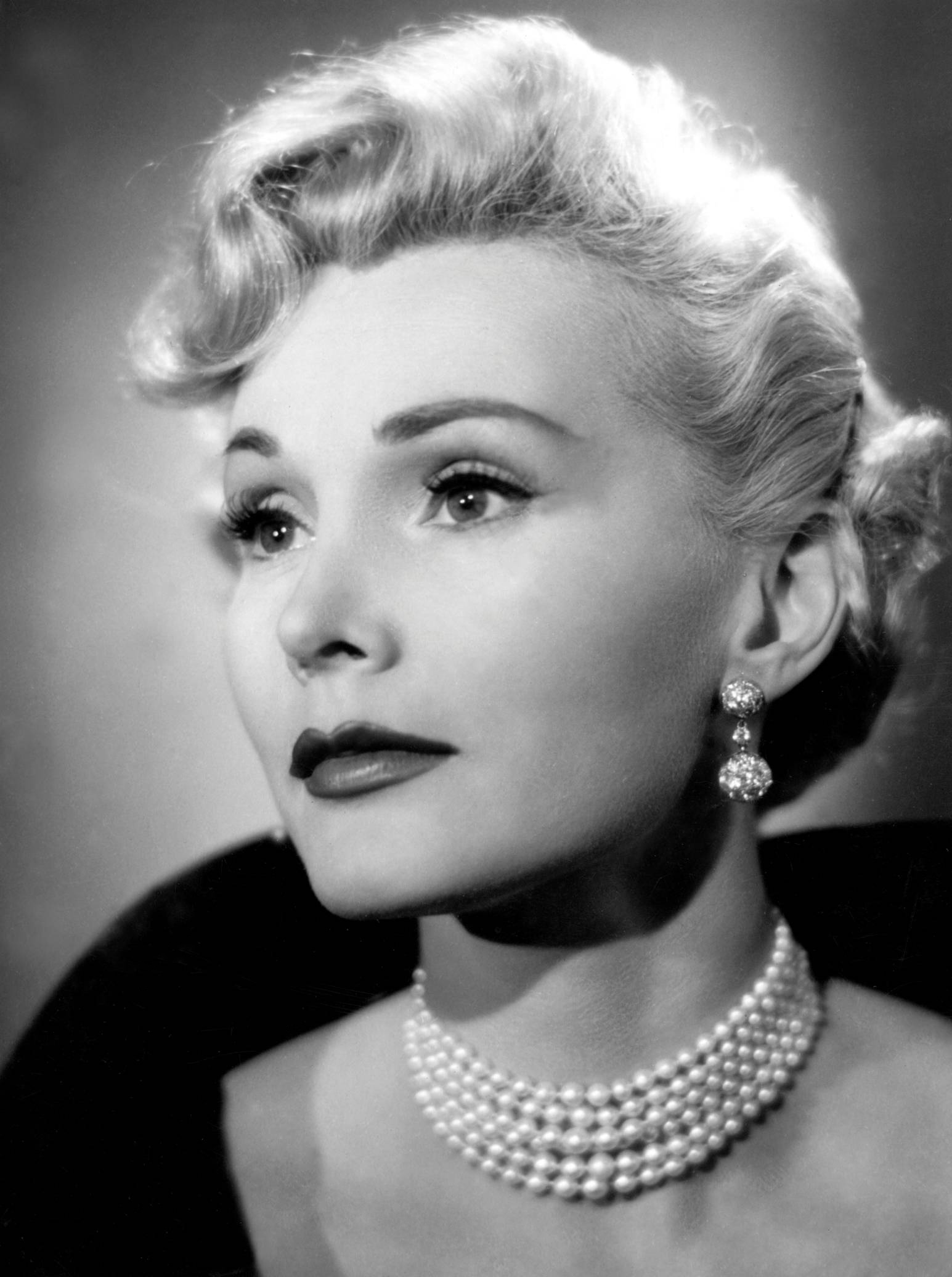
Жа Жа Габор

- Габор, Жа Жа (99) — американская актриса венгерского происхождения, мать актрисы Франчески Хилтон[171].
- Ганев, Гиньо (88) — болгарский юрист, политический и государственный деятель, омбудсмен Республики Болгарии (2005—2010)[172].
- Зенченко, Геннадий Иванович (79) — казахстанский организатор сельхозпроизводства, глава коммандитного товарищества «Зенченко и К», Герой Труда Казахстана (2008)[173].
- Исобэ, Сата (71) — японская волейболистка, чемпионка летних Олимпийских игр в Токио (1964)[174].
- Кинтеро, Густаво (76) — колумбийский певец[175].
- Маржан, Лео (104) — французская эстрадная певица[176].
- Тэпп, Горди (94) — канадский актёр и музыкант[177].
- Ульцхаймер, Хайнц (90) — западногерманский легкоатлет, двукратный серебряный призёр летних Олимпийских игр в Хельсинки (1952)[178] Архивная копия от 22 декабря 2016 на Wayback Machine.
- Шалимов, Сергей Николаевич (70) — советский хоккеист, судья, обладатель Кубка Шпенглера (1967)[179].
- Юрженко, Сергей Александрович (58) — российский актёр, режиссёр, и сценарист[180].

## 17 декабря

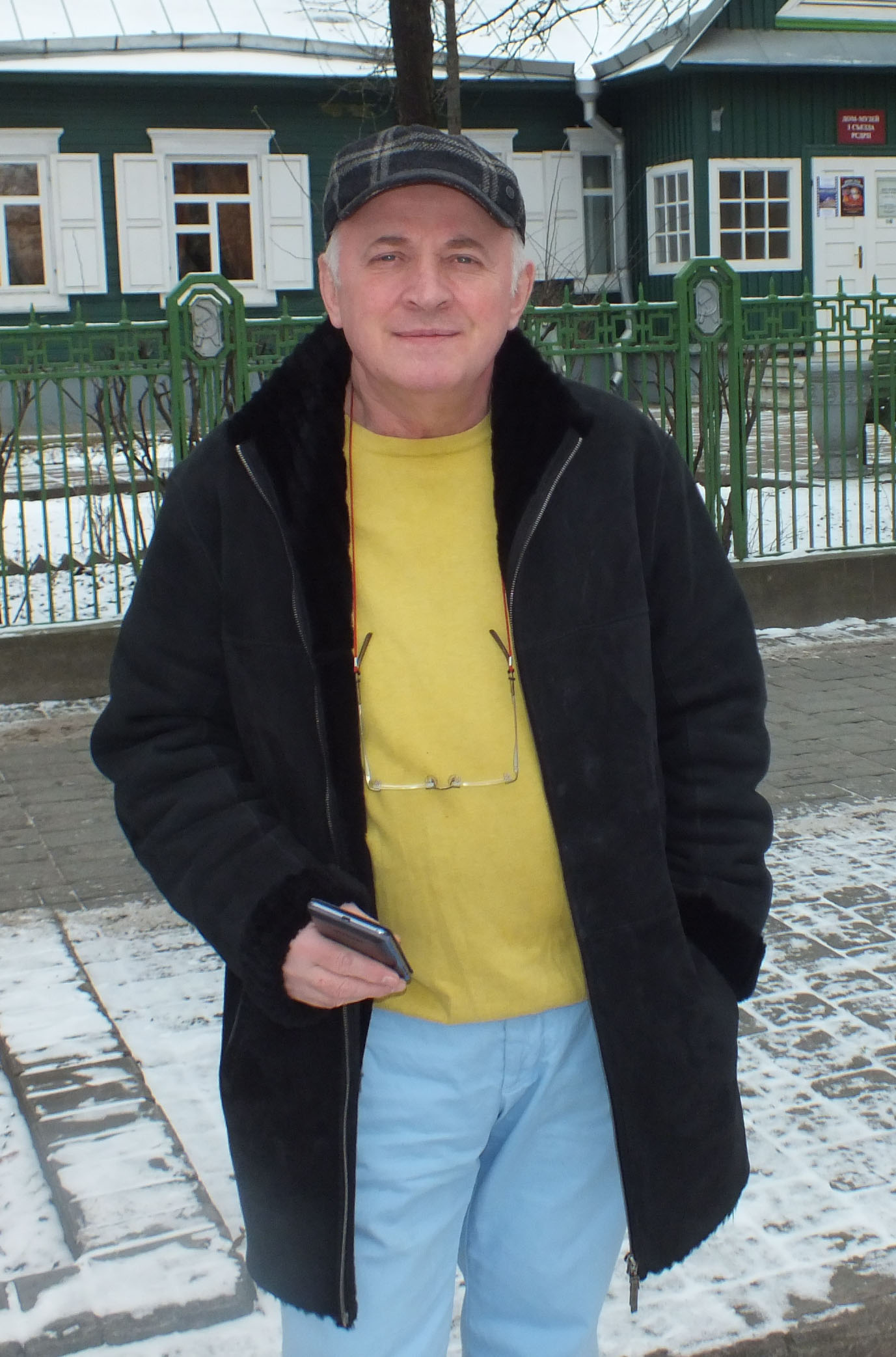
Леонид Моряков

- Геймлих, Генри (96) — американский хирург, общественный деятель и изобретатель («приём Геймлиха»), лауреат премии Ласкера (1984)[181].
- Гилман, Бенджамин (94) — американский политический деятель, член Палаты представителей США (1973—2003), председатель комитета Палаты представителей по иностранным делам (1995—2001)[182].
- Грибун, Владимир Мефодьевич (84) — советский шахтёр, Герой Социалистического Труда (1981)[183]
- Дефорт, Эрик (73) — бельгийский политический деятель, президент Европейского свободного альянса (2010—2014)[184].
- Золотухин, Владимир Афанасьевич (65) — белорусский актёр театра и кино, режиссёр («Время выбрало нас»).[источник не указан 3147 дней]
- Караванский, Святослав Иосифович (95) — советский и украинский диссидент и языковед, член Украинской Хельсинкской группы[185].
- Керимов, Магомед Хизриевич (79) — советский и российский организатор сельхозпроизводства, председатель колхоза «Победа» Левашинского района Республики Дагестан, Герой Социалистического Труда (1973)[186].
- Моряков, Леонид Владимирович (58) — белорусский писатель и историк, собиратель материалов о жертвах сталинских репрессий, племянник поэта Валерия Морякова; рак[187].
- Олеськив, Василий (92) — украинский политический деятель, основатель Всемирной антикоммунистической лиги и Союза украинской молодежи Великобритании, руководитель ОУН (б)[188].
- Попова, Галина Аркадьевна (91) — советская актриса МХАТа, и кино (Егор Булычов и другие, За всё в ответе, Моя судьба, Совесть, Наследство), заслуженная артистка РСФСР (1969) (www.kino-teatr.ru).
- Хант, Гордон (87) — американский режиссёр, актёр и продюсер, отец актрисы Хелен Хант[189].

## 16 декабря

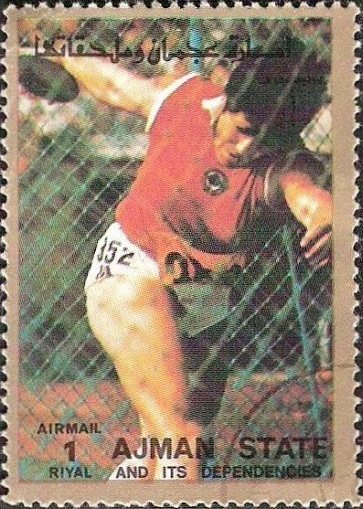
Фаина Мельник

- Белобородов, Александр Сергеевич (68) — советский и российский композитор, профессор, заслуженный деятель искусств Российской Федерации (2005), автор музыки Государственного гимна Республики Карелия[190].
- Габлех, Имрих (101) — словацкий военный лётчик, участник Второй мировой войны, генерал[191].
- Джигме Палбар Биста (86) — король королевства Мустанг (1965—2008)[192].
- Катушенко, Виктор Юрьевич (69) — советский и российский театральный актёр, артист Тамбовского драматического театра (с 1975), заслуженный артист Российской Федерации (1993)[193].
- Ковалёв, Пётр Куприянович (85) — советский машиностроитель, слесарь объединения «Гомсельмаш», Герой Социалистического Труда (1981)[194].
- Колберн, Лоуренс Мэнли (67) — американский военный, остановивший геноцид во вьетнамской деревне Сонгми; рак[195].
- Логинов, Вадим Петрович (89) — советский дипломат и партийный деятель, заместитель министра иностранных дел СССР (1985—1988), Чрезвычайный и Полномочный Посол СССР в Югославии (1988—1991)[196].
- Мельник, Фаина Григорьевна (71) — советская легкоатлетка (метание диска), чемпионка летних Олимпийских игр в Мюнхене (1972), заслуженный мастер спорта СССР[197].
- Радченко, Евгений Дмитриевич (92) — советский хозяйственный деятель, начальник Ангарского нефтехимического комбината (1962—1970), Герой Социалистического Труда (1969)[198].
- Талбаков, Исмоил Иброхимович (61) — таджикский политический деятель, председатель Коммунистической партии Таджикистана (2016), депутат парламента Таджикистана (2000—2015)[199].
- Шульга, Сергей Александрович (65) — российский каскадёр и актёр, постановщик трюков[200].

## 15 декабря

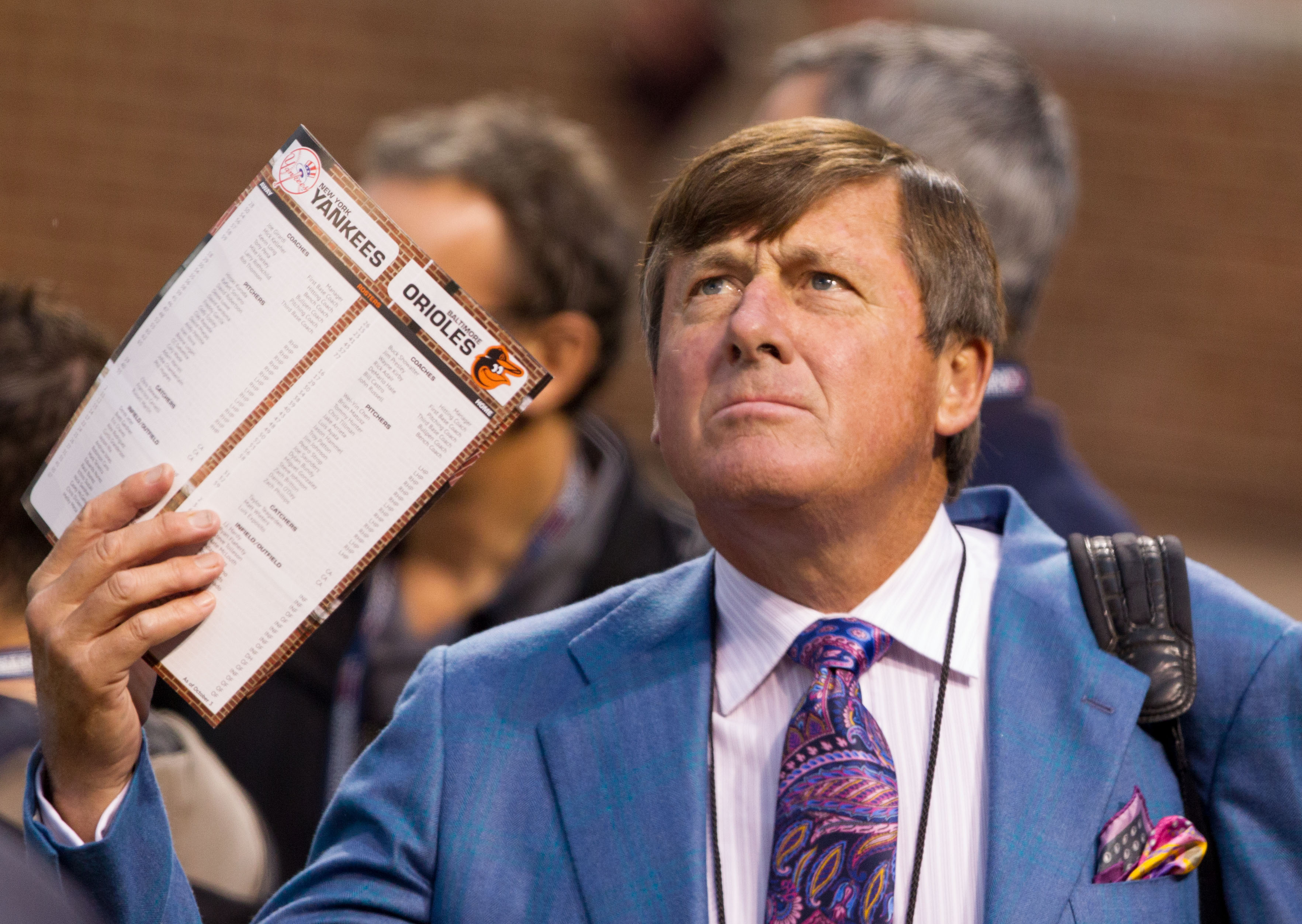
Крейг Сагер

- Балбаков, Мурат Балбакович (80) — советский и киргизский учёный-экономист, член-корреспондент Национальной академии наук Кыргызстана, заслуженный деятель науки Республики Кыргызстан[201].
- Джеффрис, Фрэн (79) — американская певица, актриса и модель, популярная в 1960-е — начале 1970-х годов[202].
- Колосов, Александр Иванович (68) — советский и российский футболист и тренер (ФК «Астрахань»), заслуженный работник физической культуры и спорта Российской Федерации[203].
- Кремнёв, Валерий Иванович (77) — советский и российский кинорежиссёр, сценарист, режиссёр дубляжа, заслуженный деятель искусств Российской Федерации (1996)[204].
- Сагер, Крейг (65) — американский спортивный комментатор[205].
- Севырина, Евгения Михайловна (62) — советский и украинская актриса, заслуженная артистка Украины[206].
- Смолень, Богдан (69) — польский актёр[207].

## 14 декабря

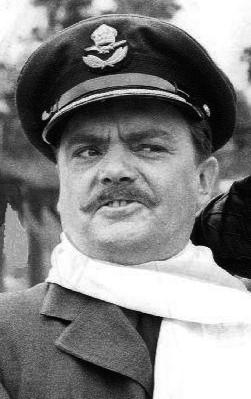
Бернард Фокс

- Арнс, Паулу Эваристу (95) — бразильский кардинал, францисканец, архиепископ Сан-Паулу (1970—1998), кардинал-протопресвитер (с 2012 года)[208].
- Верменич, Юрий Тихонович (82) — советский и российский писатель, музыкальный критик, переводчик, теоретик джаза[209].
- Гуса, Карел (95) — чешский композитор[210].
- Клетниеце, Дзинтра (70) — латвийская актриса, режиссёр театра и кино (www.kino-teatr.ru).
- Леметр, Жерар (80) — французский и нидерландский артист балета[211] Архивная копия от 20 декабря 2016 на Wayback Machine.
- Малер, Хальфдан (93) — датский врач, генеральный директор ВОЗ (1973—1988)[212].
- Озато, Садатоши (86) — японский государственный деятель, министр труда Японии (1990—1991)[213].
- Сергеев, Александр Алексеевич (83) — советский и российский тренер по гребле на байдарках и каноэ, заслуженный тренер СССР и РСФСР[214] Архивная копия от 5 ноября 2019 на Wayback Machine.
- Фокс, Бернард (89) — британский актёр кино и телевидения[215].
- Цыгуров, Геннадий Фёдорович (74) — советский и российский хоккеист и тренер, заслуженный тренер СССР, отец хоккеистов Дмитрия и Дениса Цыгуровых[216].
- Эрекли, Беки (40) — турецкая писательница еврейского происхождения; убита[217].

## 13 декабря

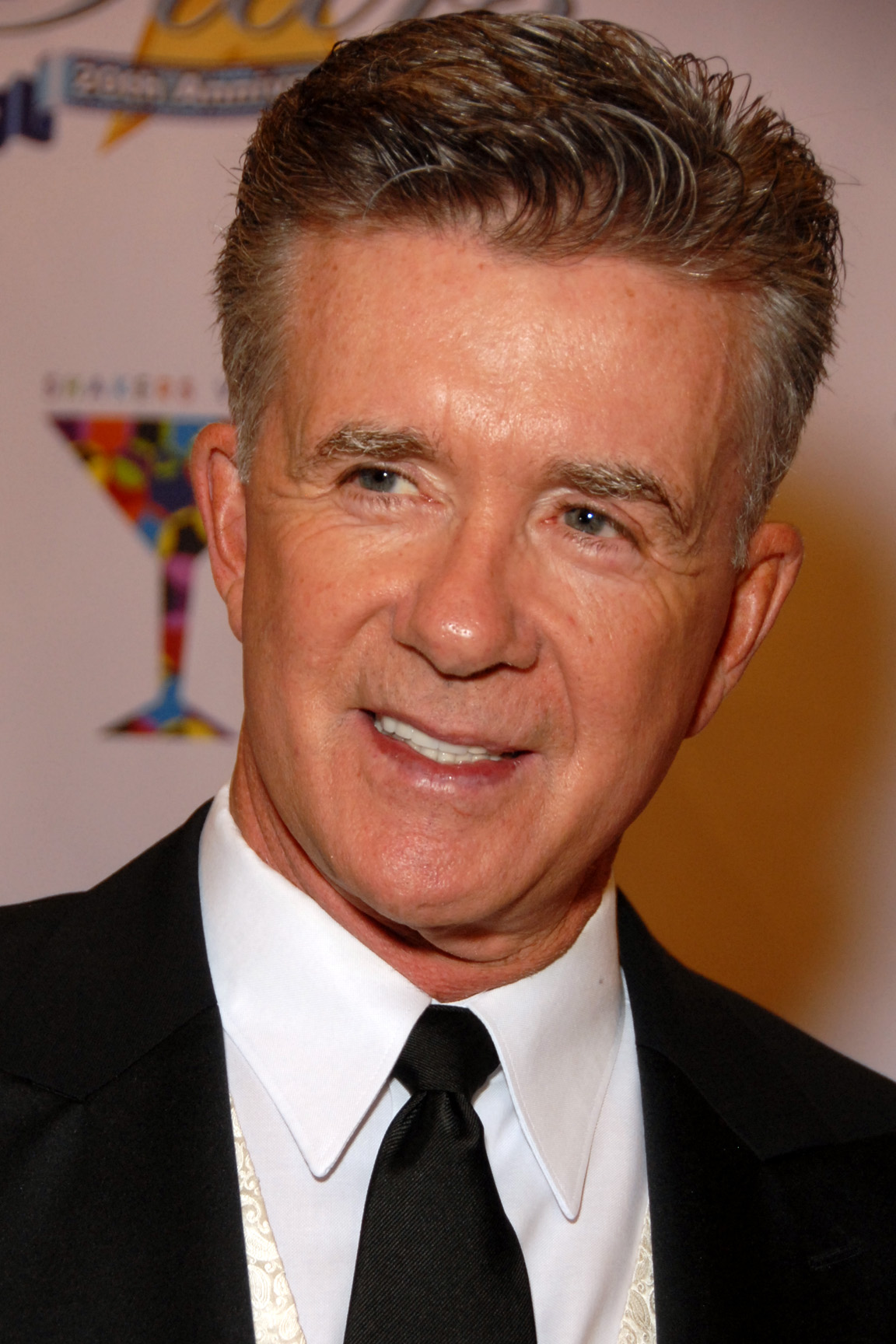
Алан Тик

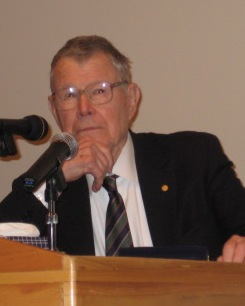
Томас Шеллинг

- Андон, Виктор Данилович (86) — советский и молдавский кинокритик, историк и теоретик кино, писатель, публицист, киносценарист, заслуженный деятель искусств Республики Молдова[218].
- Ерицян, Армен Генрихович (55) — армянский государственный деятель, министр по чрезвычайным ситуациям Армении (2010—2014 и 2016), генерал-майор полиции[219].
- Загорских, Сергей Геннадьевич (61) — советский и российский тренер по спортивной гимнастике, заслуженный тренер России[220].
- Мужиновский, Анджей (90) — польский юрист, профессор Варшавского университета, председатель Уголовной палаты Верховного суда (1990—1996), участник Варшавского восстания[221].
- Мушиньская, Ядвига (60) — польский историк, профессор, член Комитета исторических наук Польской академии наук[222]
- Озери, Ахува (68) — израильская певица, автор песен и композитор[223].
- Орлёнок, Вячеслав Владимирович (76) — советский и российский океанограф, доктор геолого-минералогических наук, профессор, заслуженный деятель науки Российской Федерации (2001)[224].
- Рудаков, Валерий Владимирович (74) — советский и российский организатор производства, президент компании «Алроса» (1992—1994), руководитель Гохрана (1999—2002), лауреат Государственной премии СССР (1982)[225].
- Руденко, Инна Павловна (85) — советская и российская журналистка, публицист, корреспондент газеты «Комсомольская правда»[226].
- Сёгор, Поуль (93) — датский государственный деятель, министр обороны Дании (1977—1982)[227].
- Тик, Алан (69) — канадский актёр кино и телевидения, автор песен, телеведущий игровых и ток-шоу[228].
- Шеллинг, Томас (95) — американский экономист, лауреат Нобелевской премии (2005)[229].
- Юфит, Евгений Георгиевич (55) — российский кинорежиссёр и сценарист, художник, фотограф[230].

## 12 декабря

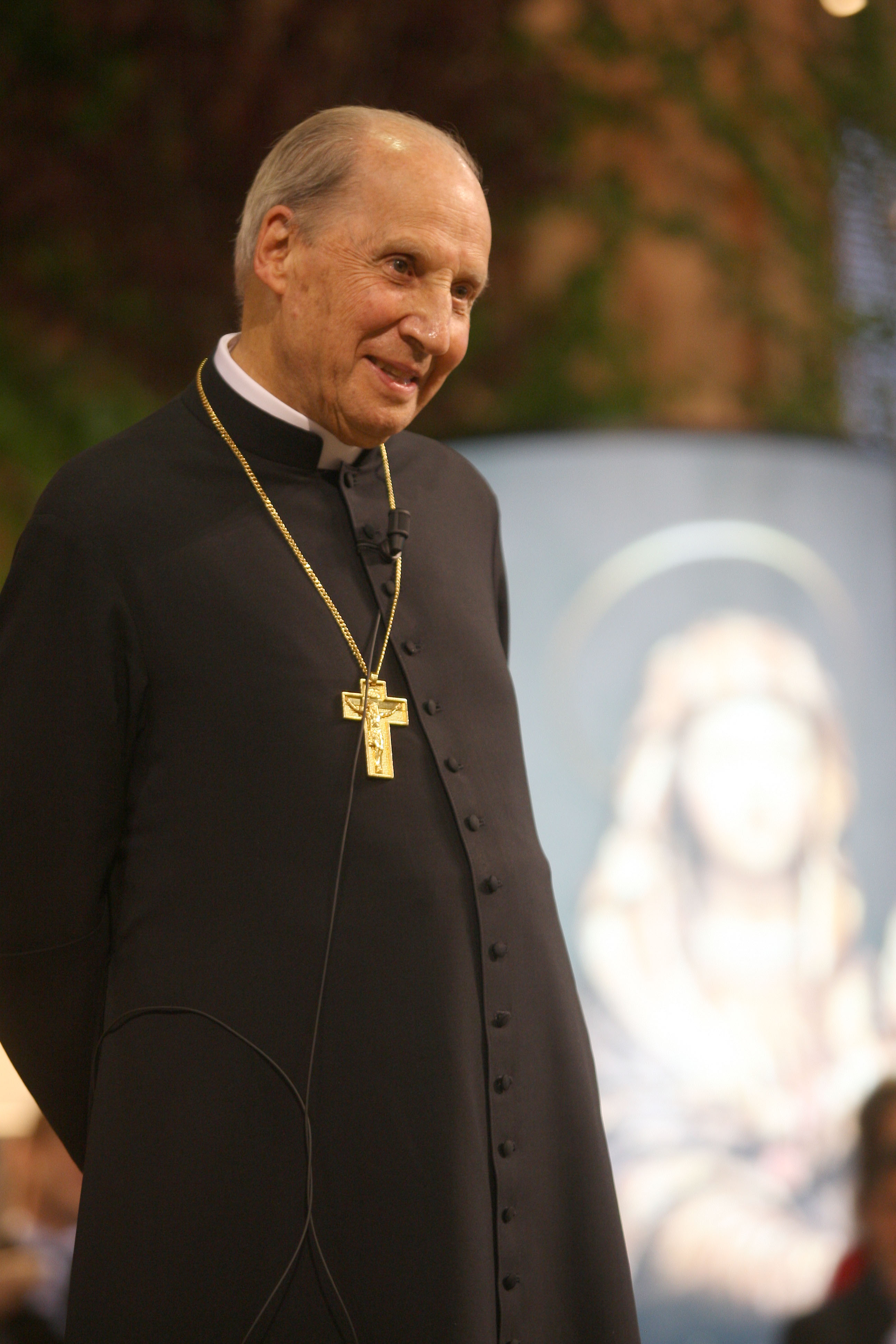
Хавьер Эчеваррия Родригес

- Бибишев, Марат Шакирович (87) — советский и российский хозяйственный деятель, генеральный директор ДСК Набережных Челнов (1973—1994), лауреат премии Совета Министров СССР[231].
- Брейтуэйт, Эдвард Рикардо (104) — американский и гайанский писатель, постоянный представитель Гайаны при ООН, посол Гайаны в Венесуэле[232].
- Вуйцик, Владимир Петрович (52) — российский актёр театра и кино (www.kino-teatr.ru).
- Гомер, Роберт (92) — американский физикохимик австрийского происхождения, один из пионеров науки о поверхности.
- Грундковский, Ежи (63) — польский писатель[233].
- Дивсон, Анна (86) — австралийская писательница[234].
- Ли Чжон Хо (30)[значимость?] — корейская киноактриса; рак (похоронена в этот день)[235].
- Макаров, Анатолий Николаевич (75) — советский и российский театральный актёр, народный артист России (2004)[236].
- Попов, Владимир Иванович (84) — советский государственный деятель, председатель Ярославского облисполкома (1979—1985), министр жилищно-коммунального хозяйства РСФСР (1985—1990)[237].
- Прайор, Джеймс (89) — британский государственный деятель, министр по делам Северной Ирландии (1981—1984)[238].
- Синельщиков, Владимир Васильевич (68) — тренер сборной Белоруссии по академической гребле[239].
- Эчеваррия Родригес, Хавьер (84) — испанский католический епископ, прелат Опус Деи (с 1994 года)[240] Архивная копия от 12 декабря 2016 на Wayback Machine.

## 11 декабря

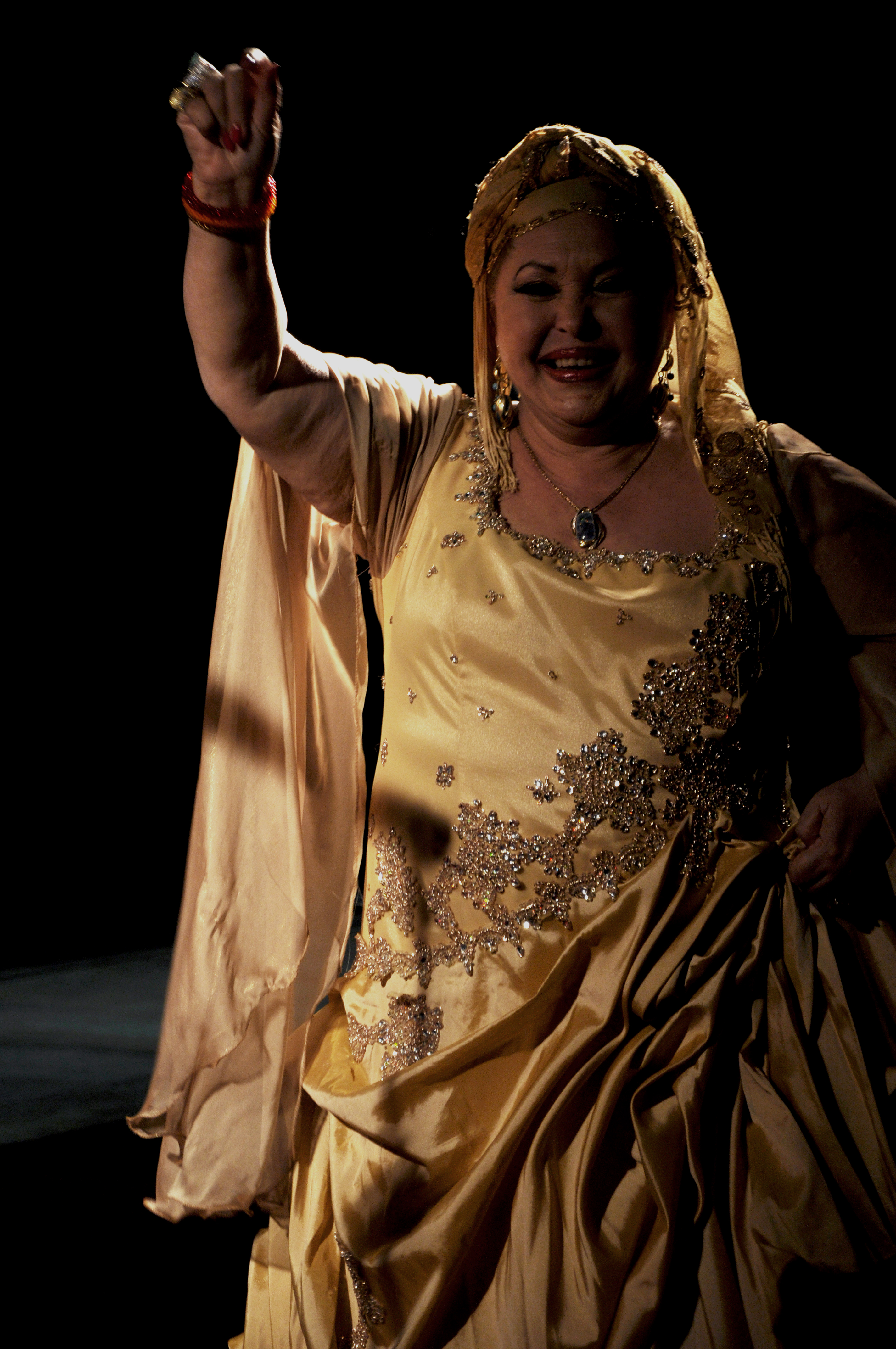
Эсма Реджепова

- Аль-Азм, Садик (82) — сирийский философ[241].
- Амиго, Юрий Владимирович (70) — советский и российский актёр, артист театра «Эрмитаж», заслуженный артист России (1997)[242].
- Аронов, Рувим Львович (61) — украинский государственный, спортивный и криминальный деятель[243].
- Афанасьев, Марат Степанович (70) — белорусский государственный и общественный деятель, председатель Жлобинского городского Совета народных депутатов (1990—1991), депутат Верховного Совета Белоруссии 13-го созыва (1995—1996)[244].
- Динин, Билл (84) — канадский хоккеист и тренер, двукратный обладатель Кубка Стэнли, отец хоккеистов Кэвина, Горда и Питера Дининов[245].
- Жамбалов, Булат Гэндэнович (64) — советский и российский бурятский художник, заслуженный художник Российской Федерации[246].
- Кастелу, Жуан (79) — бразильский государственный деятель, губернатор провинции Мараньян (1979—1982)[247].
- Мамедов, Исмаил Асад оглы (68) — советский и азербайджанский художник, заслуженный художник Азербайджана (2002)[248].
- Марцик, Труде (93) — австрийская писательница[249].
- Мухаммад, Мари (77) — индонезийский государственный деятель, министр финансов (1993—1998)[250].
- Реджепова, Эсма (73) — македонская цыганская певица[251].
- Сабурова, Галина Сергеевна (78) — советская и российская актриса театра и кино[источник не указан 3156 дней].
- Чичерин, Михаил Юрьевич (60) — украинский органист, заслуженный артист Украины[252].

## 10 декабря

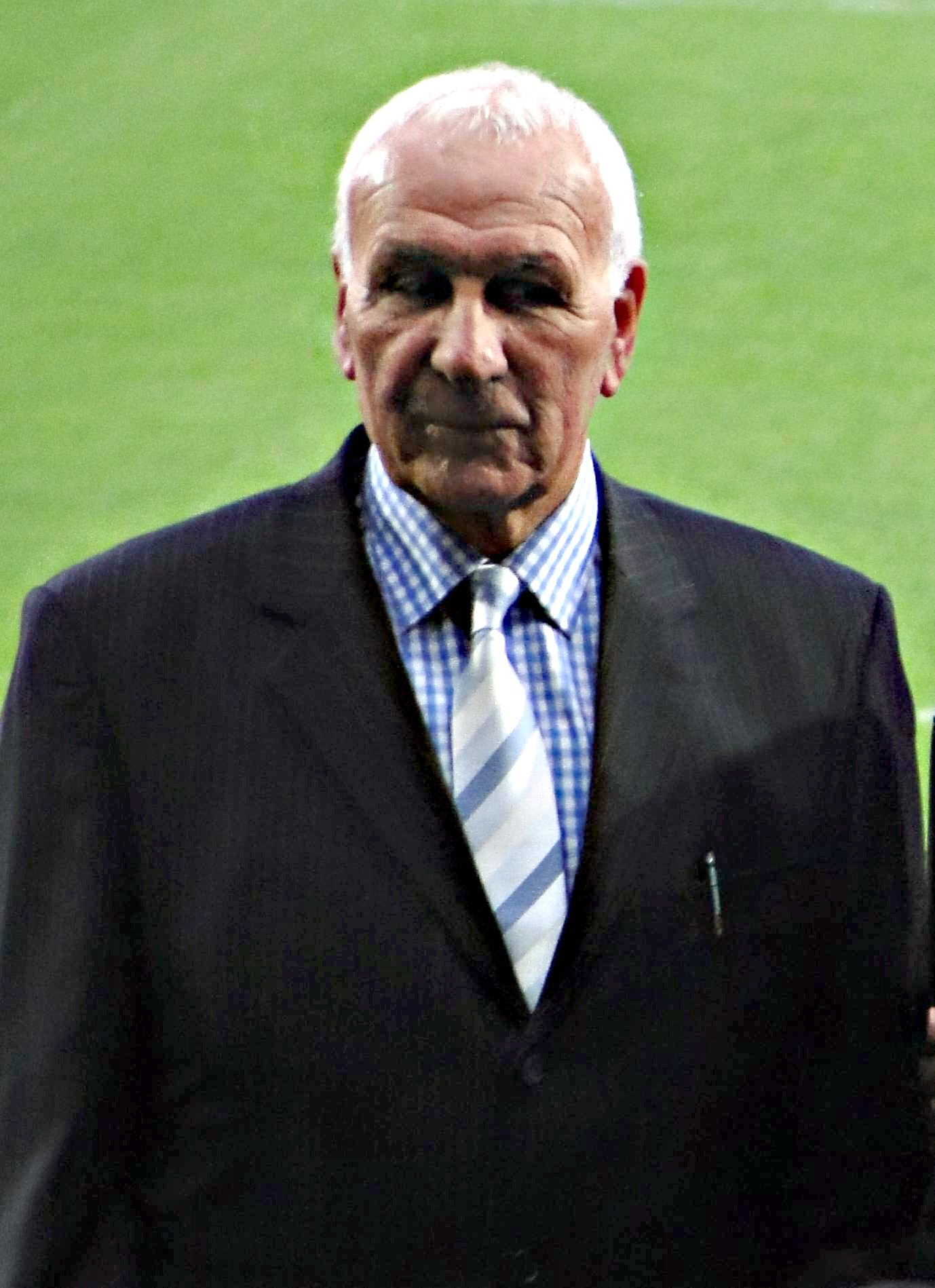
Питер Брэбрук

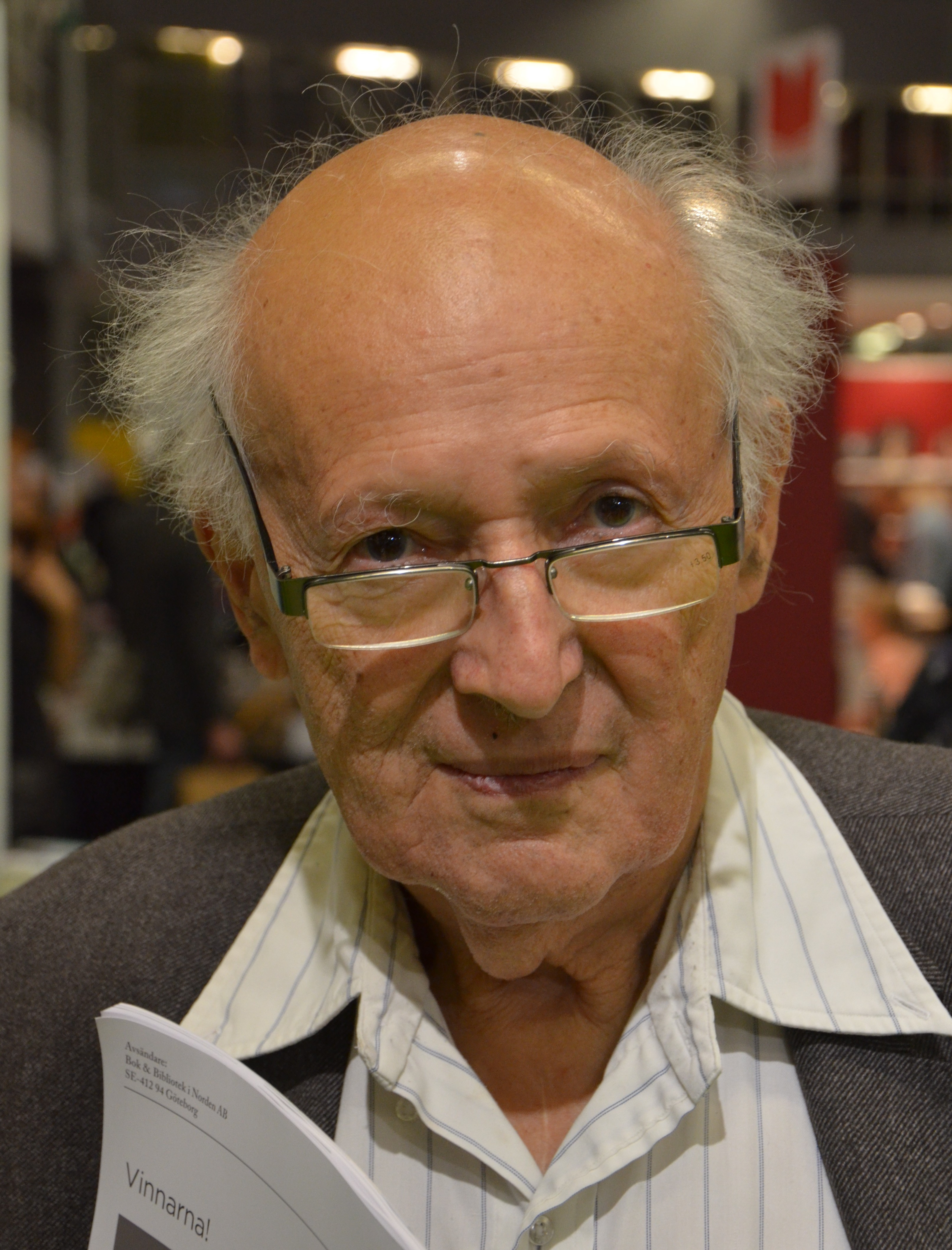
Джордж Клейн

- Бегун, Стефания (81) — польская лыжница и тренер, участница зимних Олимпийских игр в Скво-Вэлли (1960), в Инсбруке (1964) и в Гренобле (1968)[253] Архивная копия от 20 декабря 2016 на Wayback Machine.
- Браудер, Феликс (89) — американский математик, лауреат Национальной научной медали США (1999), сын Эрла Браудера, отец Уильяма Браудера[254].
- Брэбрук, Питер (79) — британский футболист[255].
- Джилл А. А. (62) — британский писатель[256].
- Дэвис, Т. Нил (84) — американский геофизик и писатель[257].
- Итонага, Павел Синъити (88) — японский католический прелат, епископ Кагосимы (1969—2005)[258].
- Клейн, Джордж (91) — венгерский и шведский биолог, лауреат премии Доблоуга (1990)[259].
- Кокшаров, Борис Николаевич (83) — советский и российский хозяйственный деятель, генеральный директор комбината плащевых тканей (1979—1996) в Саратовской области, народный депутат РСФСР[260].
- Лобанов, Михаил Петрович (91) — советский писатель, критик и литературовед[261].
- Микаэлян, Сергей Герасимович (93) — советский режиссёр театра и кино, сценарист, народный артист РСФСР (1983), заслуженный деятель искусств РСФСР (1976), лауреат Государственной премии СССР (1976)[262].
- Монтегю, Джон (87) — ирландский поэт[263].
- Нобили, Лучано (83) — итальянский футболист («Палермо», «Реджана», «Пескара»)[264] Архивная копия от 20 декабря 2016 на Wayback Machine.
- Ричардсон, Уильям Джон (96) — американский философ[265].
- Сейшас Сантуш, Алберту (80) — португальский кинорежиссёр, сценарист, продюсер[266].
- Стиллер, Роберт (88) — польский писатель[267].
- Хелльберг, Ханс Эрик (89) — шведский писатель и журналист[268].
- Шульман, Виктор Львович (70)[значимость?] — певец, импресарио, в том числе организатор гастролей в США артистов из России .
- Юзери, Уильям Джулиан (92) — американский государственный деятель, министр труда США (1976—1977)[269].

## 9 декабря

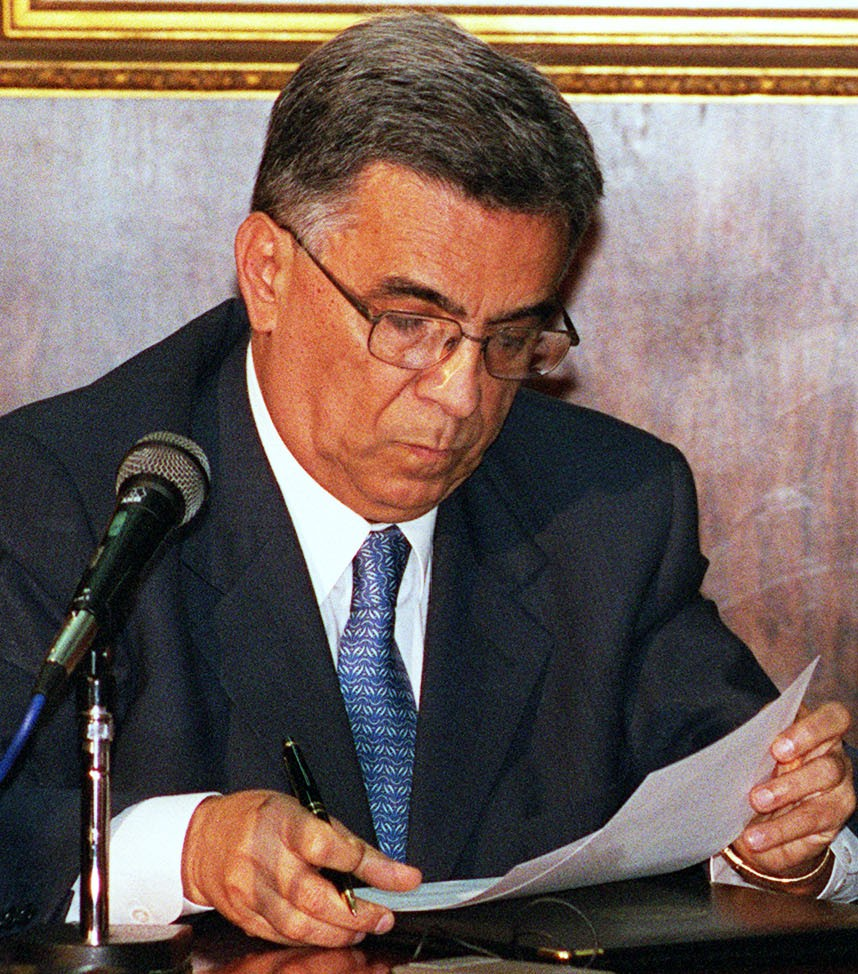
Элсиу Алварес

- Абоносимов, Вадим Иванович (89) — капитан дальнего плавания, капитан ледокола «Адмирал Макаров» Дальневосточного морского пароходства, Герой Социалистического Труда (1986)[270].
- Алвареш, Элсиу (84) — бразильский государственный деятель, министр обороны (1999—2000), губернатор провинции Эспириту-Санту (1975—1979)[271].
- Аткинс, Корал (80) — американская актриса[272].
- Бенсон, Эдвин (85) — американский учитель, последний носитель языка мандан[273].
- Блейн, Джорджия (51) — австралийская писательница[274].
- Вильке, Гюнтер (91) — немецкий химик, лауреат медали Вильгельма Экснера (1980)[275].
- Демми, Лоуренс (85) — британский фигурист, четырёхкратный чемпион мира (1952—1955), двукратный чемпион Европы (1954 и 1955)[276].
- Злобин, Вячеслав Дмитриевич (75) — советский и российский тренер по греко-римской борьбе, заслуженный тренер РСФСР (1982)[277].
- Лемешко, Сергей Владимирович (44) — российский футболист и тренер[278].
- Никитович, Александр (49) — сербский политический деятель, заместитель премьер-министра (2000—2003)[279].
- Оросутцев, Владимир Афанасьевич (49) — советский и российский якутский поэт[280].
- Осокин, Борис Иванович (79) — советский и российский организатор производства, директор Красноволжского текстильного комбината (Ивановская область), лауреат Государственной премии СССР (1983)[281].
- Радыно, Яков Валентинович (70) — белорусский математик, член-корреспондент Национальной академии наук, профессор Белорусского государственного университета[282].
- Рисом, Йенс (100) — датский дизайнер[283].
- Тихонов, Александр Николаевич (69) — российский государственный и научный деятель, педагог, министр общего и профессионального образования Российской Федерации (1998), директор Московского института электроники и математики НИУ ВШЭ (2012—2013), академик РАО (2009)[284].
- Уэбстер, Рональд (90) — премьер-министр Ангильи (1976—1977, 1980—1984)[285].

## 8 декабря

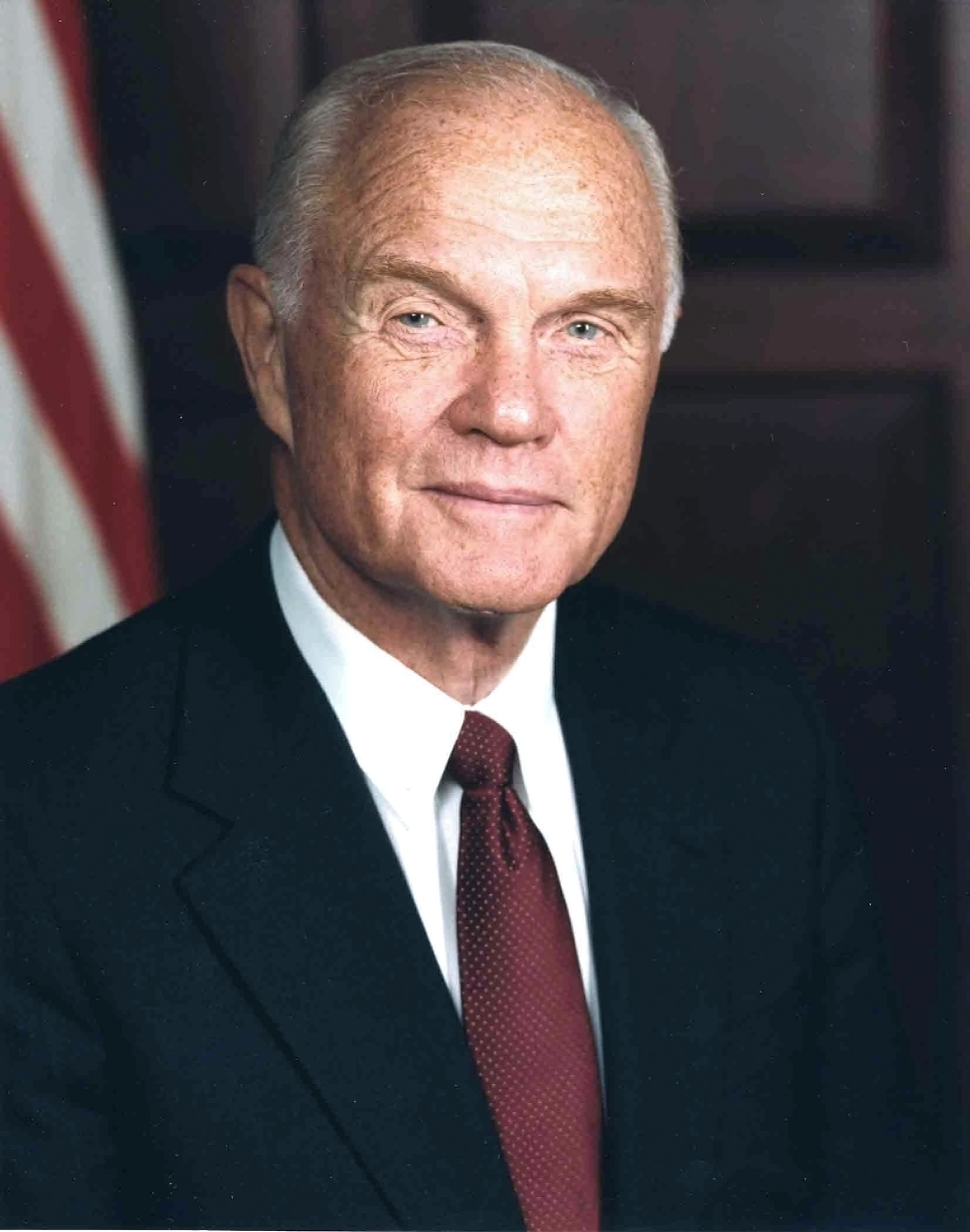
Джон Гленн

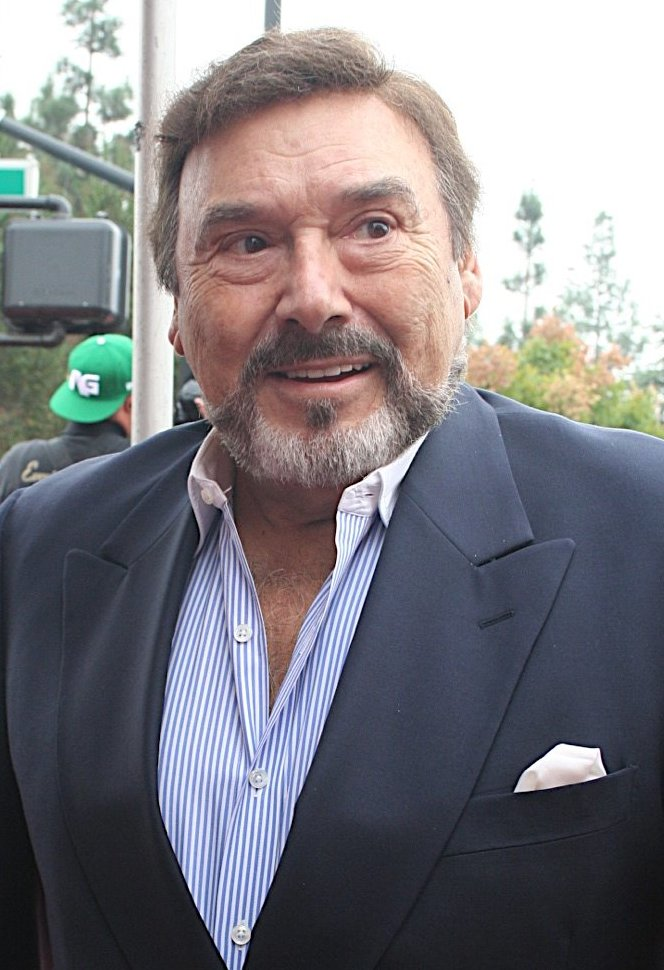
Джозеф Масколо

- Бурдов, Анатолий Сергеевич (89)[значимость?] — советский композитор-песенник, работник радио, заслуженный работник культуры Российской Федерации[286].
- Ван Стратен, Питер (81) — нидерландский карикатурист[287].
- Глазьев, Александр Ефимович (85) — советский и российский организатор сельскохозяйственного производства, председатель колхоза имени Чапаева (1958—2001) Добринского района Липецкой области, Герой Социалистического Труда (1990)[288].
- Гленн, Джон (95) — американский астронавт и государственный деятель, сенатор США от штата Огайо (1974—1999)[289].
- Довийого, Валдон (48) — министр транспорта республики Науру[290].
- Масколо, Джозеф (87) — американский актёр[291].
- Парыгина, Наталья Деомидовна (92) — советская и российская писательница и педагог[292].
- Сизых, Сергей Георгиевич (78) — советский и российский передовик производства, проходчик шахты «Юбилейная» (Кемерово), полный кавалер ордена Трудовой Славы (о смерти сообщено в этот день)[293].
- Тыдман, Леонард Владиславович (88) — российский реставратор, писатель, историк русской архитектуры[294].

## 7 декабря

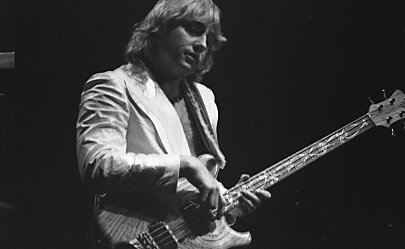
Грег Лейк

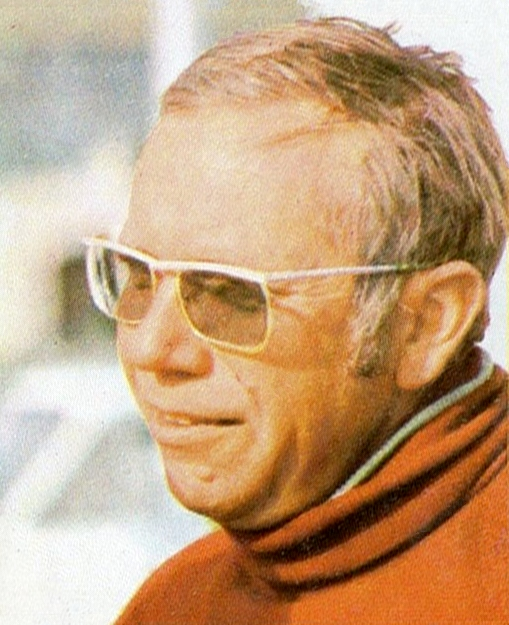
Пауль Эльвстрём

- Олмэнд, Уоррен (84) — канадский государственный деятель, генеральный солиситор Канады (1972—1976)[295].
- Данилов, Виктор Петрович (89) — публицист, переводчик, историк, миссионер; бывший настоятель греко-католического прихода в Гродно, декан Белорусской грекокатолической церкви, протопресвитер[296].
- Джамшед, Джунаид (52) — пакистанский музыкант[297].
- Лейк, Грег (69) — британский музыкант, участник King Crimson и Emerson, Lake & Palmer[298].
- Минцевич, Ян Габриэль (78) — литовский политик, депутат Сейма Литвы от Избирательной акции поляков Литвы[299].
- Пухвел, Мартин (82) — канадский филолог эстонского происхождения[300].
- Сабанов, Хаджумар Тазеевич (87)[значимость?] — советский и российский живописец, народный художник Северной Осетии[301].
- Сезгин, Исмет (88) — турецкий государственный деятель, заместитель премьер-министра и министр обороны Турции (1997—1999)[302].
- Тирская, Нина Ивановна (80) — советская и российская певица, артистка оперетты, заслуженная артистка РСФСР (www.kino-teatr.ru).
- Уойт, Бенни (88) — канадский хоккеист («Детройт Ред Уингз») трёхкратный обладатель «Кубка Стэнли» (1952, 1954, 1955)[303].
- Файзали, Мирзо (74) — таджикский поэт, лауреат Государственной премии Таджикистана имени Рудаки[304].
- Фергани, Мохамед (88) — алжирский певец и музыкант[305].
- Хамм-Брюхер, Хильдегард (95) — немецкий государственный деятель, член Бундестага (1976—1990)[306].
- Хуанас Уриоль, Виктор (77) — испанский футболист[307].
- Шварц, Эллиот (80) — американский композитор[308].
- Эльвстрём, Пауль (88) — датский яхтсмен, четырёхкратный олимпийский чемпион (1948, 1952, 1956, 1960)[309].

## 6 декабря

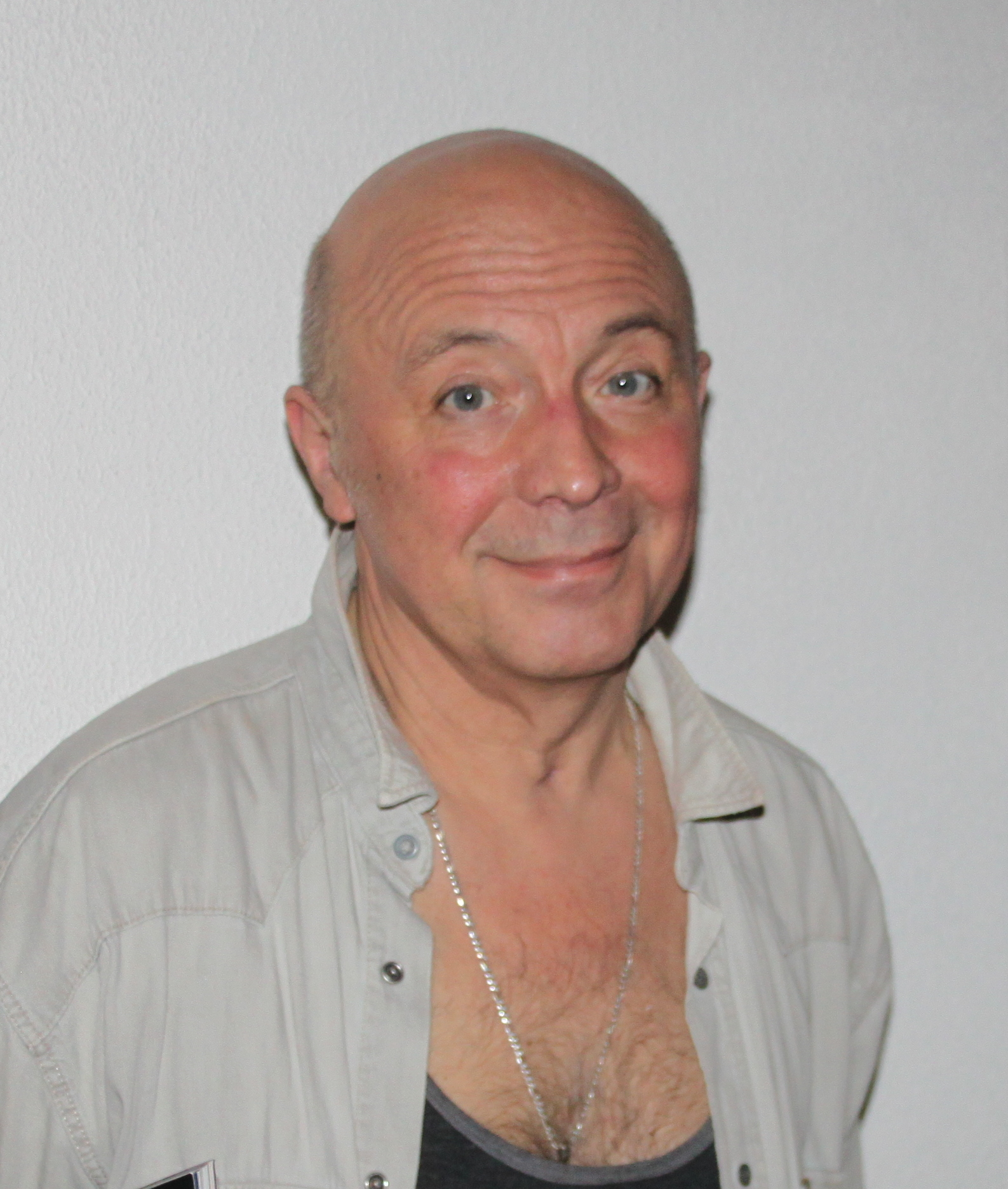
Валерий Белякович

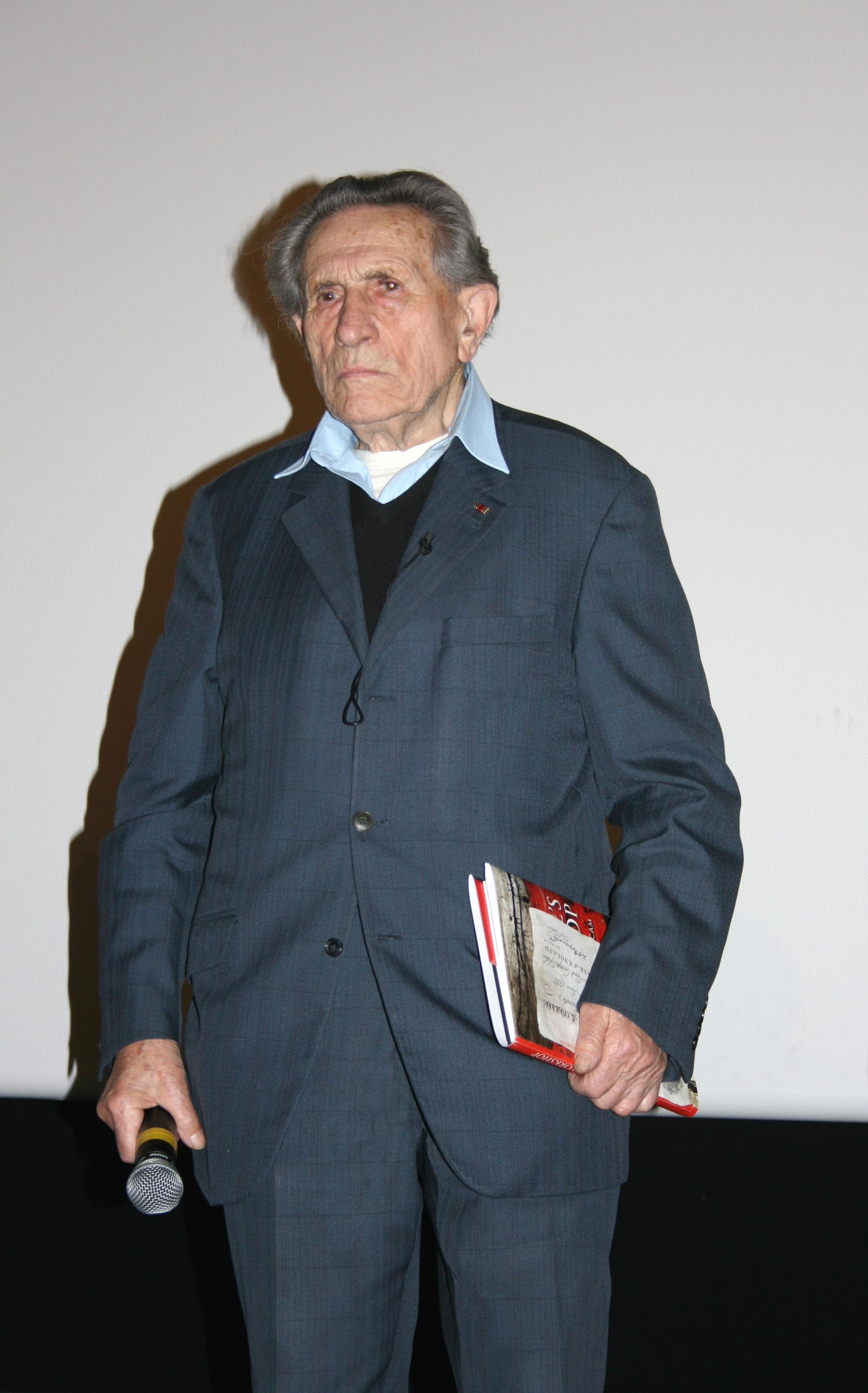
Адольф Бургер

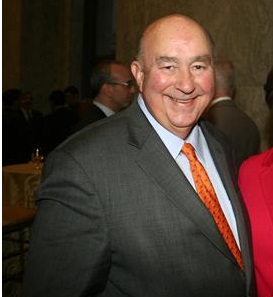
Чарльз Рид

- Адров, Валерий Михайлович (78) — российский государственный деятель, депутат Совета Федерации от Астраханской области (1993—1995), полномочный представитель Президента РФ в Астраханской области (1996—1999)[310].
- Байен, Брюно (66) — французский писатель и драматург[311].
- Белякова, Валентина Сергеевна (60) — солистка Московского театра оперетты, заслуженная артистка России (2001)[312].
- Белякович, Валерий Романович (66) — советский и российский актёр, театральный педагог, художественный руководитель Московского драматического театра имени Станиславского (2011—2013), художественный руководитель и главный режиссёр Московского театра на Юго-Западе (с 1977), народный артист Российской Федерации (2002)[313].
- Бургер, Адольф (99) — словацкий узник концлагеря Заксенхаузен, автор книги об операции «Бернхард», по которой был снят фильм «Фальшивомонетчики», удостоенный кинопремии «Оскар» в 2008 году[314].
- Бусыгин, Михаил Иванович (85) — советский государственный деятель; министр лесной, целлюлозно-бумажной и деревообрабатывающей промышленности СССР (1982—1988), министр лесной промышленности СССР (1988—1989)[315].
- Вон, Питер (93) — английский актёр[316].
- Олексюк, Фёдор Петрович (76) — советский и российский тренер, судья всесоюзной категории по лыжным гонкам, заслуженный работник физической культуры Российской Федерации[317].
- Платонов, Юрий Павлович (87) — советский и российский архитектор, действительный член РААСН (1994) и РАХ (1997), народный архитектор СССР (1991), лауреат Государственных премий СССР (1985) и Российской Федерации (1993)[318].
- Рид, Чарльз (75) — американский деятель образования, канцлер Университета штата Калифорния (1998—2012)[319].
- Саломатин, Алексей Георгиевич (51) — советский и российский хоккеист, нападающий сборных СССР (1987) и России (1995, 1997) по хоккею с шайбой[320].
- Такаги, Тёносукэ (68) — японский дзюдоист, чемпион мирового первенства в Лозанне (1973)[321].
- Таркил, Георгий Зинонович (58) — советский киноактёр («Время счастливых находок»)[322].
- Тесфайе Динка (77) — эфиопский государственный деятель, министр иностранных дел (1989—1991) и премьер-министр Эфиопии (1991)[323].
- Цатурян, Симон Артёмович (66) — армянский писатель и российский адвокат[324].

## 5 декабря

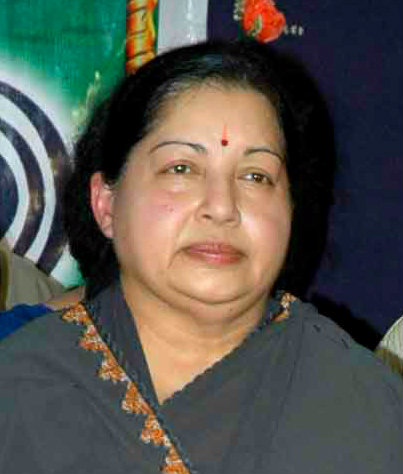
Джаярам Джаялалита

- Big Syke (48) — американский рэпер[325] Архивная копия от 23 декабря 2016 на Wayback Machine.
- Арнауталич, Эсад (77) — югославский и боснийский композитор, дирижёр, основатель рок-группы «Индексы»[326].
- Атнев, Гурий Гурьевич (48) — российский актёр, режиссёр и сценарист[327].
- Бониньский, Ежи (60 или 61) — польский художник[328].
- Галицкий, Руслан Викторович (44) — российский военный деятель, полковник[329]
- Джаялалита, Джаярам (68) — индийская киноактриса, кинопродюсер, певица, танцовщица, писательница, учёный и политический деятель.
- Джемаль, Гейдар Джахидович (69) — российский исламский общественный деятель, философ, политик[330].
- Иларион (Самхарадзе) (79) — епископ Грузинской Православной Церкви, епископ Бодбийский (1975—1978)[331].
- Иову, Тудор (68) — молдавский фотожурналист[332].
- Камре, Могенс (80) — датский политический деятель, депутат Европейского парламента (1999—2009)[333].
- Матвеева, Альбина Борисовна (77) — российская актриса театра и кино, народная артистка Российской Федерации (2007)[334].
- Наркевич, Антон (48) [значимость?] — советский киноактёр («Ералаш», «Если верить Лопотухину», «Усатый нянь»)[335].
- Рено, Марсель (90) — французский гребец, серебряный призёр летних Олимпийских игр в Мельбурне (1956)[336].
- Хахаев, Сергей Дмитриевич (78) — сопредседатель Санкт-Петербургского общества «Мемориал»[337].

## 4 декабря

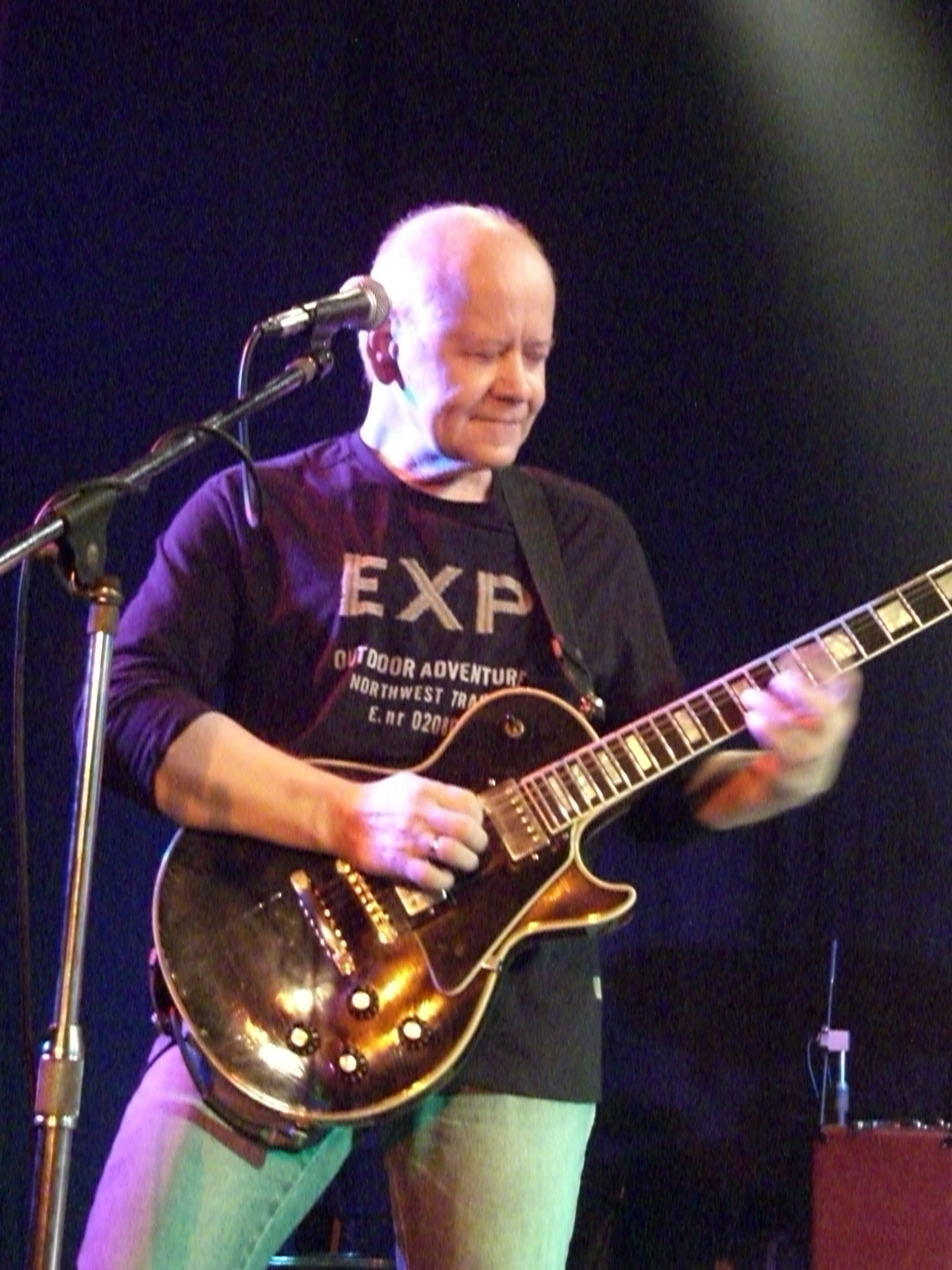
Радим Гладик

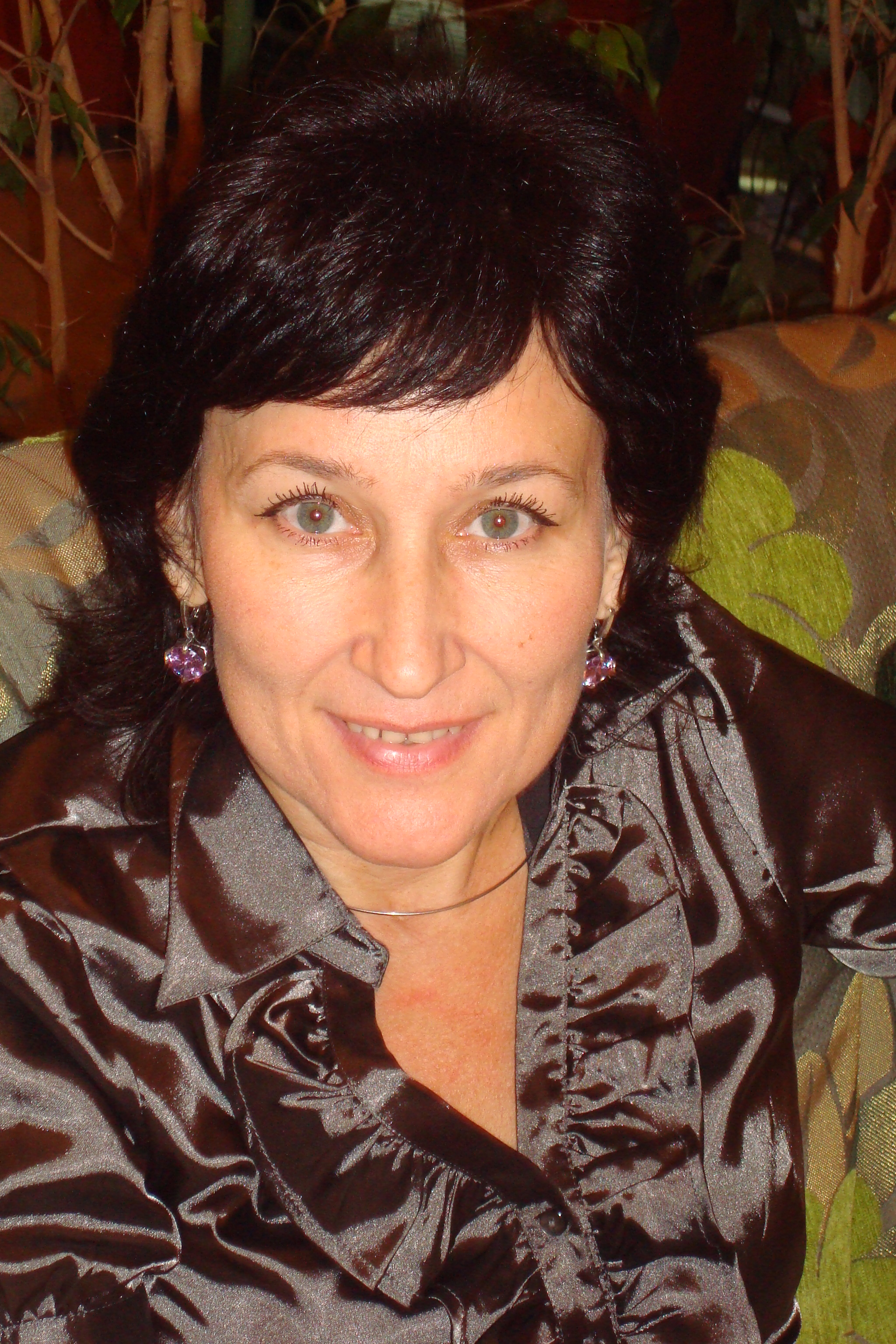
Юлия Гомельская

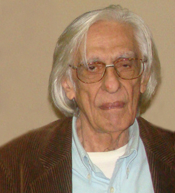
Гуллар Феррейра

- Брага, Тудор (68) — советский и молдавский искусствовед[338].
- Васильев, Владимир Анатольевич (76) — советский и российский военачальник, начальник Военно-инженерной академии имени В. В. Куйбышева (1992—1995), генерал-лейтенант в отставке[339].
- Гладик, Радим (69) — чешский рок-гитарист, автор песен, продюсер и педагог[340].
- Гомельская, Юлия Александровна (52) — украинский композитор и педагог; автокатастрофа[341].
- Горбунов, Анатолий Константинович (74) — советский и российский поэт[342].
- Готлиб, Марсель (82) — французский художник и писатель («Туалет был заперт изнутри»)[343].
- Другалёв, Валерий Владимирович (53) — украинский композитор-песенник и фольклорист, заслуженный работник культуры Украины (2009)[344].
- Есаков, Василий Алексеевич (92) — советский и российский учёный-географ, доктор географических наук, профессор, заслуженный деятель науки РСФСР[345].
- Манизер, Гуго Матвеевич (89) — советский и российский живописец, почётный член Российской академии художеств, внук художника Генриха Манизера, сын скульптора Матвея Манизера[346].
- Робинс, Патрисия (95) — американская писательница[347].
- Тепляков, Леонид Митрофанович (77) — российский дирижёр, хормейстер, заслуженный артист РСФСР[348].
- Уиттон, Маргарет (67) — американская актриса театра, кино и телевидения; рак[349].
- Фасаси, Камару (68) — бенинский государственный деятель, министр горнорудной промышленности и энергетики (2001—2006)[350].
- Феррейра Гуллар (86) — бразильский писатель, поэт и переводчик, драматург, сценарист, журналист[351].
- Хмелевский, Тадеуш (89) — польский кинорежиссёр, сценарист и продюсер[352].
- Чемерис, Валентин Лукич (80) — советский и украинский писатель и журналист[353].

## 3 декабря

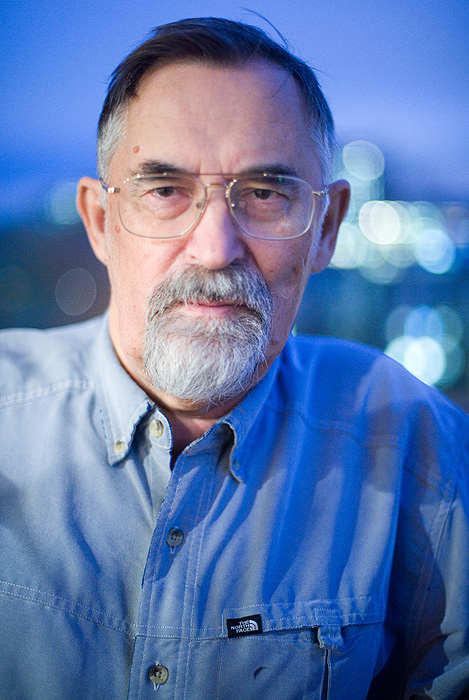
Леонид Смирнягин

- Асельдеров, Рустам Магомедович (35) — дагестанский боевик-исламист, «амир» «Вилаята Кавказ» ИГ; убит в результате антитеррористической операции[354].
- Беловольский, Виктор Петрович (68) — советский и российский актёр Ленинградского ТЮЗа («Мать Иисуса», «Великая Екатерина»), Ленинградского театра драмы и комедии («Ричард Третий») и кино («Всадник без головы», «Улицы разбитых фонарей», «Убойная сила», «Чёрный ворон», «Морские дьяволы»)[355].
- Гигов, Никола (79) — болгарский поэт[356].
- Захаров, Юрий Михайлович (75) — советский и российский физиолог, академик РАМН (2000), академик РАН (2013), заслуженный деятель науки Российской Федерации (1999)[357].
- Кондратов, Анатолий Фёдорович (79) — советский и российский учёный-аграрий, президент Новосибирского государственного аграрного университета, заслуженный работник сельского хозяйства Российской Федерации[358].
- Левин, Дов (91) — литовский и израильский историк, участник и исследователь партизанского движения во время Второй мировой войны[359].
- Мэрс, Нэнси (73) — американская писательница[360].
- Орелли, Джованни (88) — швейцарский писатель[361].
- Пфлимлен, Реми (62) — французский бизнесмен, генеральный директор France Télévisions (2010—2015)[362].
- Смирнягин, Леонид Викторович (81) — российский географ[363].
- Фраццони, Джильола (89) — итальянская оперная певица (сопрано)[364].
- Хардести, Херберт (91) — американский джазовый музыкант[365].
- Цед, Любовь Павловна (82) — советский и белорусский передовик сельского хозяйства, телятница колхоза «Гигант» Бобруйского района, Герой Социалистического Труда (1966)[366].
- Чэпин, Билли (72) — американский актёр («Ночь охотника»)[367].

## 2 декабря

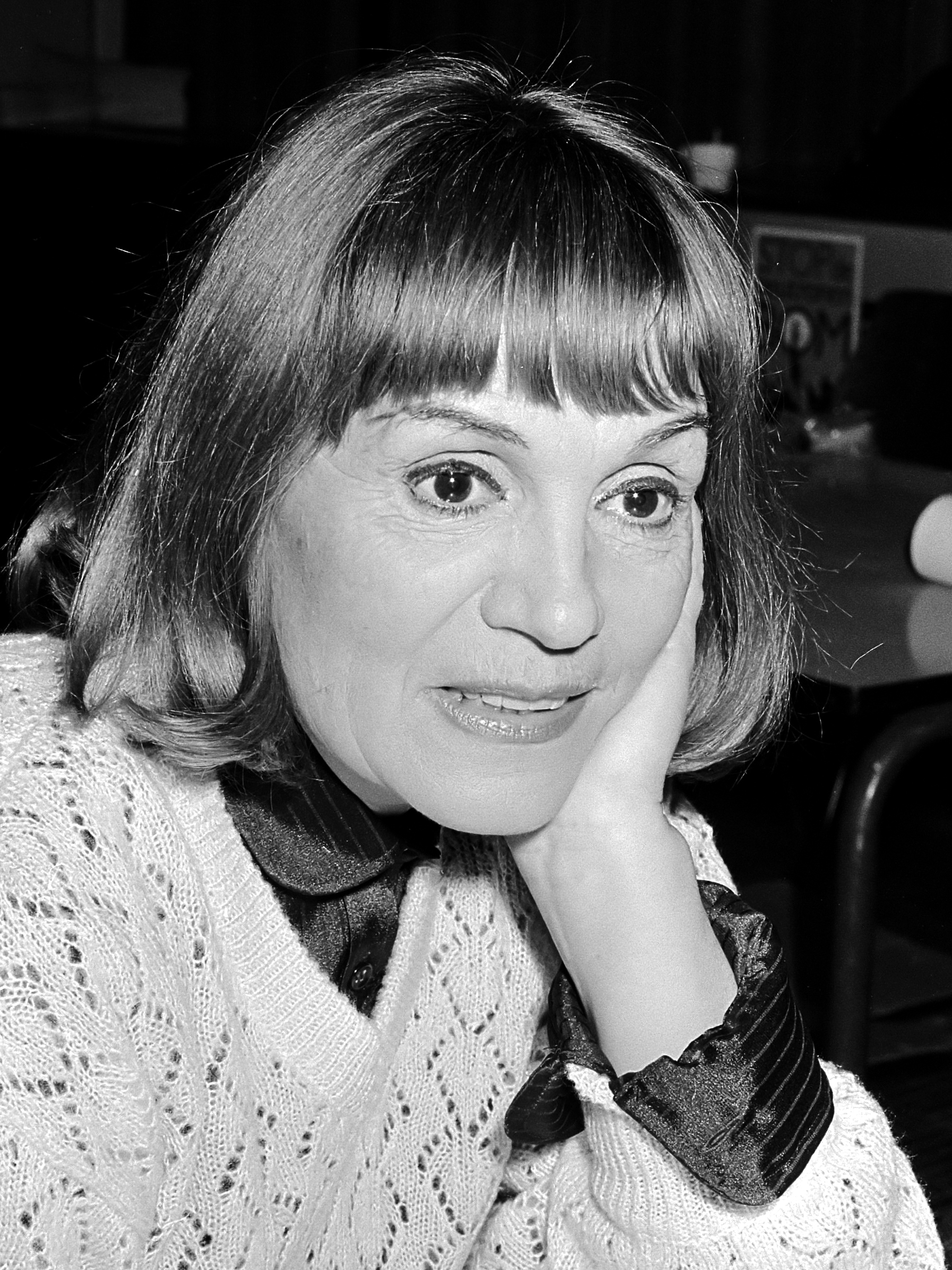
Гизела Май

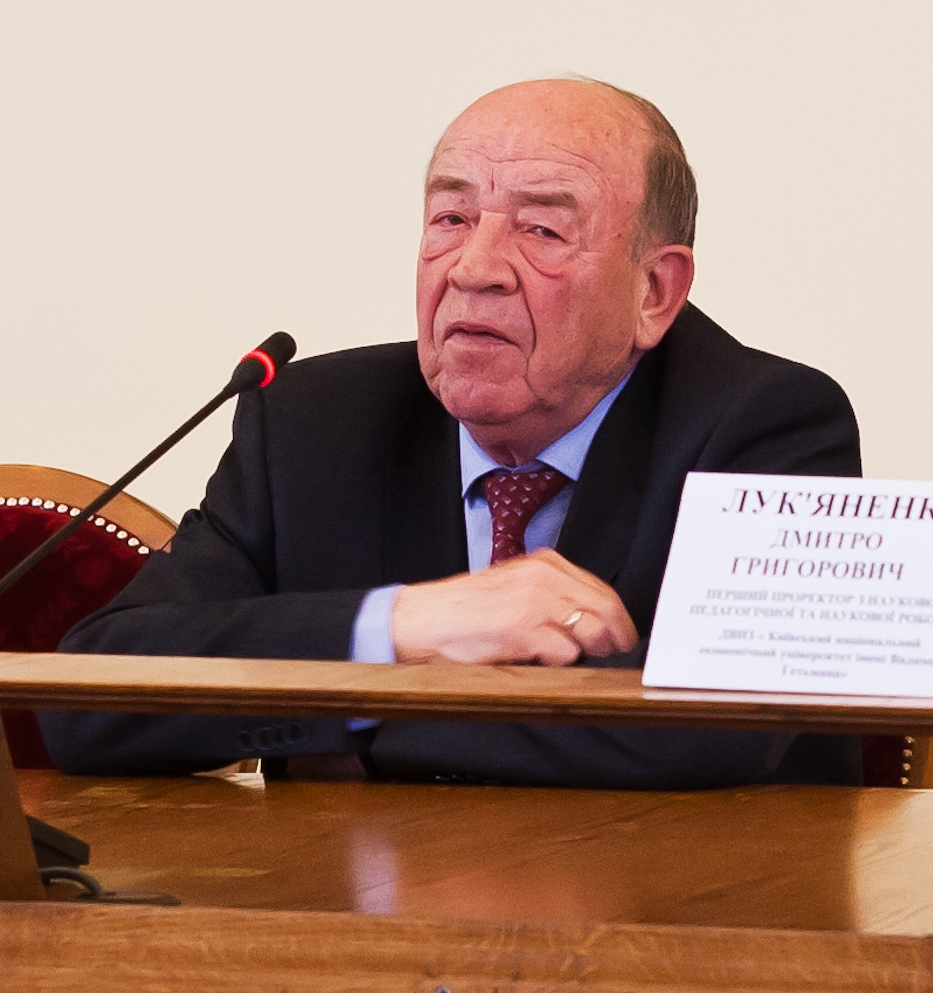
Анатолий Павленко

- Волобуев, Евгений Иванович (92) — советский военачальник, начальник Управления противолодочной борьбы — заместитель начальника Главного штаба ВМФ (1979—1986), вице-адмирал в отставке[368].
- Грей, Марк (64) — американский кантри-певец и композитор[369].
- Де Виспеларе, Пол (88) — бельгийский писатель[370].
- Заякина, Наталья Ивановна (67) — российская актриса театра и кино, актриса театра Ленком[371].
- Курбанов, Камиль Агакеримович (75) — советский и российский дагестанский артист цирка, педагог, заслуженный работник культуры Российской Федерации[372].
- Ли, Сэмуэл (96) — американский спортсмен, двукратный чемпион летних Олимпийских игр по прыжкам в воду: в Лондоне (1948), в Хельсинки (1952)[373].
- Май, Гизела (92) — немецкая актриса театра и кино, певица[374].
- Павленко, Анатолий Фёдорович (76) — ректор Киевского национального экономического университета имени Вадима Гетьмана (с 1987 года), Герой Украины (2006)[375].
- Пинчуков, Андрей Викторович (59) — советский и казахстанский футболист[376].
- Плиев, Таймураз Петрович (81) — советский и российский осетинский этнограф, историк, филолог и писатель[377].
- Рейс, Джеймс (75) — американский писатель и поэт[378].
- Салини, Рокко (85) — итальянский государственный деятель, президент провинции Абруццо (1990—1992)[379].
- Фелдманн, Вим (85) — нидерландский футболист[380].

## 1 декабря

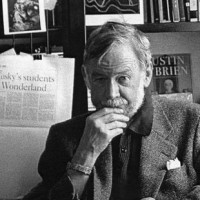
Питер Корригэн

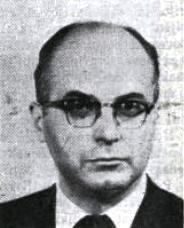
Любо Сирц

- Белокоз, Алесь Николаевич (88)[значимость?] — белорусский учитель, краевед, заслуженный учитель Республики Беларусь, заслуженный деятель культуры Республики Беларусь[381].
- Головня, Евгения Викторовна (67) — советский и российский режиссёр-документалист, внучка кинооператора Анатолия Головни[382].
- Каррон, Элизабет (94) — американская оперная певица (сопрано)[383].
- Корригэн, Питер (74—75) — австралийский архитектор[384].
- Коэн, Жак (86) — израильский актёр («Мумия жива»)[385].
- Кэлфа, Дон (76) — американский актёр («Возвращение живых мертвецов», «Уикенд у Берни»)[386].
- Морозов, Евгений Иванович (72) — советский и российский хоровой дирижёр, композитор, основатель Камчатской хоровой капеллы, собиратель фольклора коренных народов Крайнего Севера, автор музыки гимна Камчатского края, заслуженный деятель искусств Российской Федерации, заслуженный работник культуры РСФСР[387].
- Пелипенко, Андрей Анатольевич (56) — российский культуролог, философ, художник, литератор[388].
- Сирц, Любо (96) — словенский и британский экономист[389].
- Соу, Усман (81) — сенегальский скульптор[390].
- Сулейманов, Низами Мамед оглы (71) — азербайджанский учёный в области техники, член-корреспондент НАНА[391].
- Фиц, Микки (56 или 57) — британский певец (The Business)[392].